# Deutschordensstaat

Wappen des Deutschen Ordens

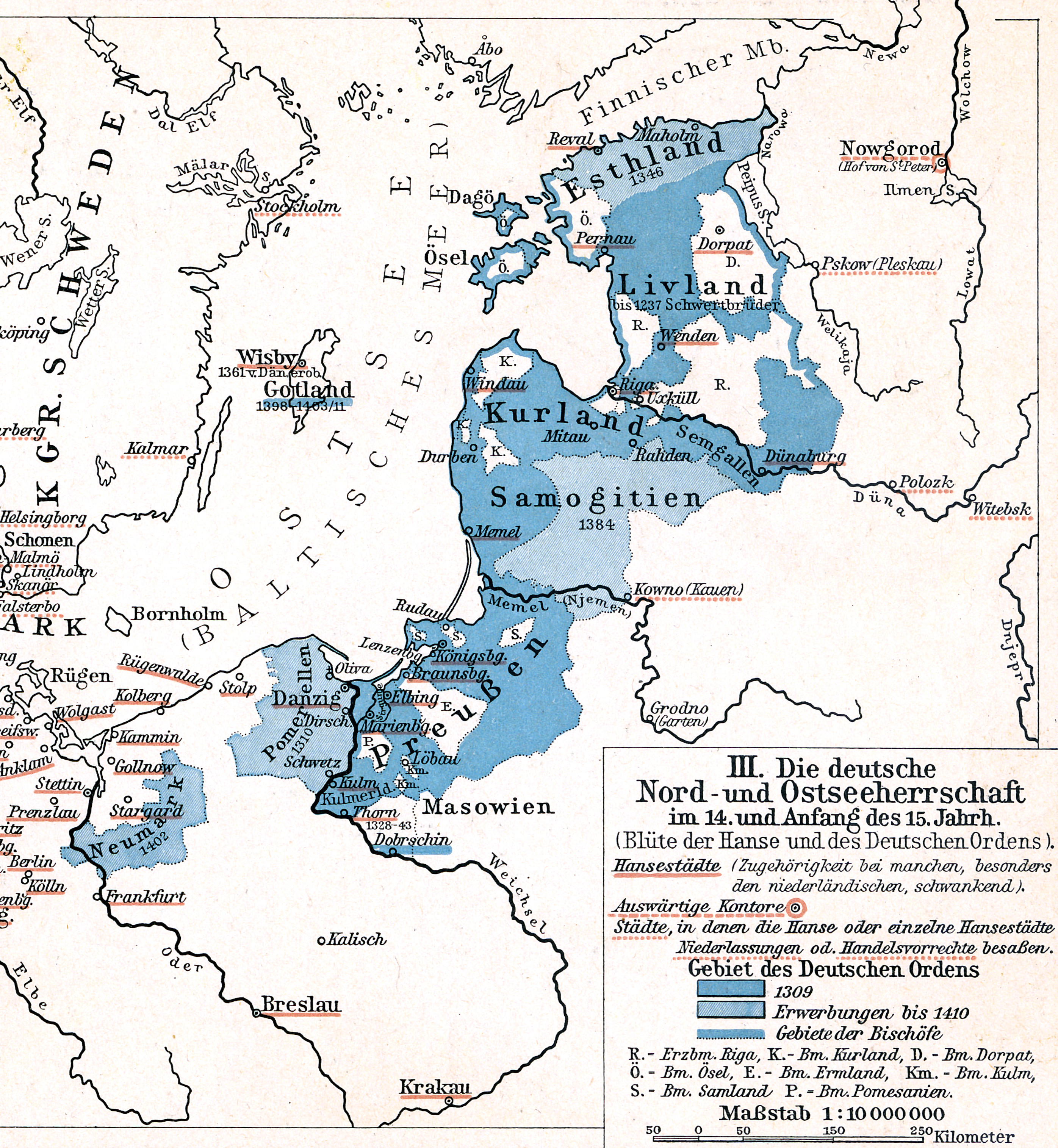
Der Deutschordensstaat, Preußen, die Fürstbistümer und die übrigen Staaten in Livland (1410): Im Frieden von Melnosee von 1422 wurde ein Küstenabschnitt von 35 km Breite 20 km nördlich von Memel endgültig Litauen zugesprochen und der Ordensstatt zerfiel in zwei Teile.

Flagge des Deutschen Ordens

Der Deutschordensstaat oder Staat des Deutschen Ordens war das Territorium des Deutschen Ordens in der Zeit von 1230 bis 1561. Der Staat umfasste im Kern etwa das Gebiet Alt-Preußens zwischen Weichsel und Memel (das spätere West- und Ostpreußen) sowie als eigenständiges Meistertum Livland im Baltikum bis 1561 etwa das heutige Estland und Lettland. Auch die Balleien im Heiligen Römischen Reich, die dem Hochmeister direkt unterstellt waren, können dem Ordensstaat zugerechnet werden.
Im Gegensatz zu den gescheiterten Versuchen der anderen großen Ritterorden, dauerhaft und staatstragend oder staatsbildend im Heiligen Land Fuß zu fassen, schlug der relativ spät gegründete Deutsche Orden einen anderen Weg ein. In seinen Intentionen und Handlungen zunächst vollständig in der Tradition der Templer und Johanniter stehend, begann sein eigentlicher Aufstieg erst mit dem Niedergang der Kreuzfahrerstaaten. Durch frühzeitige Verlagerung seines Handlungsschwerpunktes nach Nordosteuropa wuchs dem Orden bei der Christianisierung und Kolonisierung dieses Raumes eine Hauptrolle zu. Unter Führung des Ordens wurde ein aus heutiger Sicht im Vergleich zu zeitgenössischen Territorialstaatsbildungen modern anmutendes Staatswesen errichtet. Dessen kulturelle und zivilisatorische Errungenschaften wirkten sich mittelbar bis in die Mitte des 20. Jahrhunderts aus und bildeten eine der Grundlagen des späteren Staates Preußen.
Der Ordensstaat selbst stellte keine vollständig neuartige staatliche Struktur dar, sondern ähnelte in seiner Organisation einer klösterlichen Gemeinschaft größeren Ausmaßes. Ergänzt wurde dies durch die Erfahrungen des in Syrien und Palästina ausgeprägten Beamtenapparates. Hinzu kam die Nutzung administrativer Erfahrungen aus dem normannischen Königreich Sizilien.

## Ethnien

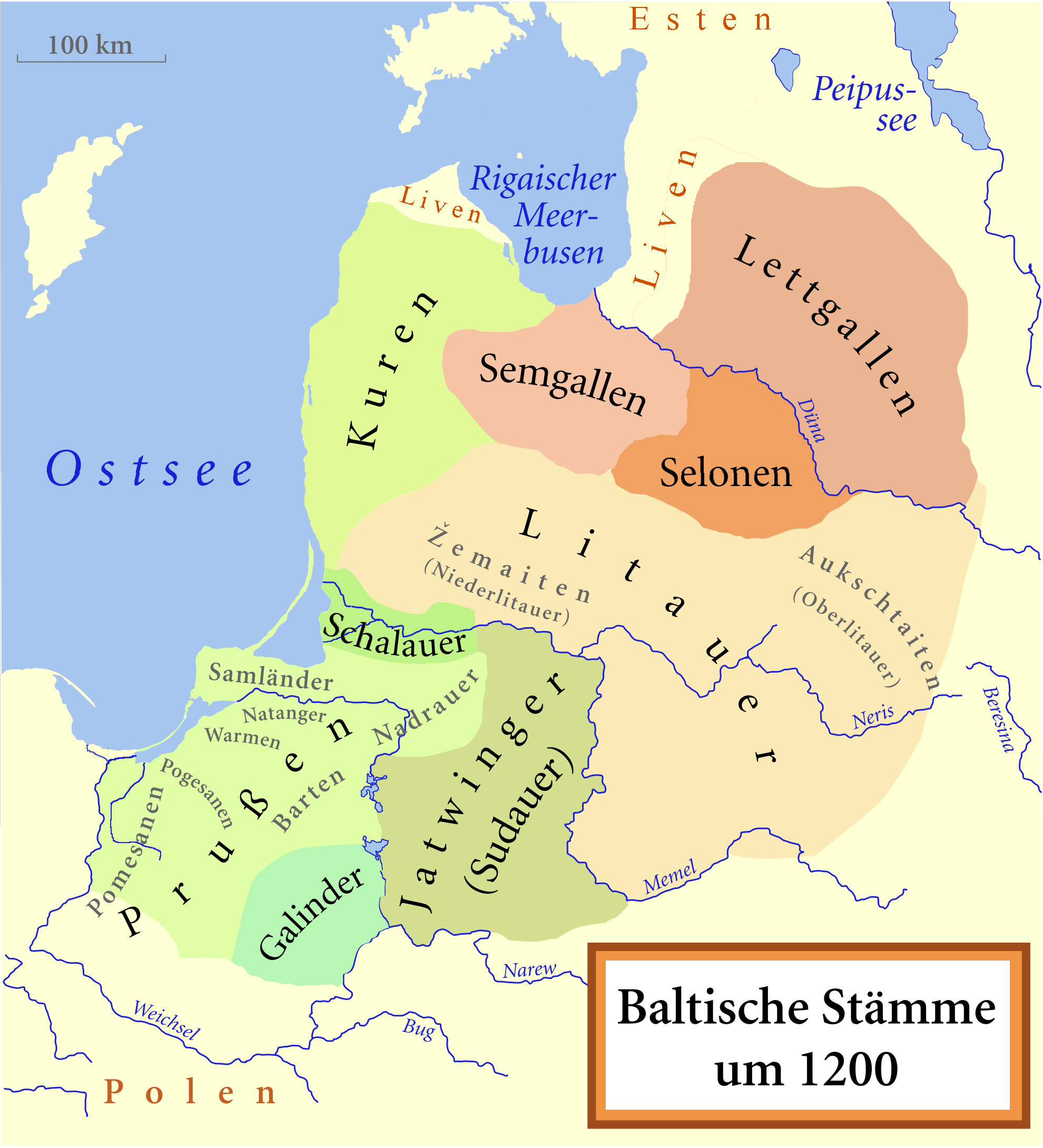
Baltische Stämme im 12. Jahrhundert

- Der größte Teil des Ordensgebietes war Siedlungsraum baltischer Volksstämme, beispielsweise der Prußen, Litauer, Letten und Semgallen.
- Das nördliche Baltikum war von den finno-ugrischen Völkern der Esten und Liven bewohnt.
- In Pommerellen siedelten die zu den Elbe-Oder-Slawen gehörenden Pommern (Kaschuben)
- Im gesamten Küstenraum des Baltikums gab es punktuelle Ansiedlungen von Schweden und Dänen, hauptsächlich in Estland.
- In sämtlichen Städten dominierte der deutsche Bevölkerungsanteil. Massive bäuerliche deutsche Siedlungstätigkeit fand in Preußen statt, hier vor allem im westlichen Teil.
- Polnische Bevölkerungsanteile fanden sich in Pommerellen und im Kulmer Land, durch Einwanderung seit der zweiten Hälfte des 15. Jahrhunderts auch im südlichen Ostpreußen (Masuren).

## Sprachen
Da die Deutschen wie auch die Dänen und die Polen in diesem Land Eroberer und Zugezogene waren, lebten unter der Landbevölkerung die althergebrachten Sprachen der Einheimischen – Prußisch, Livisch, Kurisch, Lettisch und Estnisch – weiter.
Deutsch – vor allem Mitteldeutsch und in den Küstenregionen Niederdeutsch – wurde in den von den deutschen Einwanderern gegründeten Städten gesprochen. Die deutsche Sprache breitete sich auf dem Lande in Preußen allmählich auf die prußische und litauische Bevölkerung sowie auf die aus Masowien geflüchteten Masuren aus, während sie im Baltikum auf die Städte und die Oberschicht begrenzt blieb.
Die höheren Amtsträger waren für gewöhnlich Deutsche. Doch kann man nicht von einer deutschen Amtssprache sprechen, da offizielle Dokumente zumeist in Lateinisch verfasst wurden. In den Dörfern der Einheimischen, also der Verwaltung auf lokaler Ebene, lag die Leitung zumeist bei den Einheimischen. Albrecht von Preußen ließ nach der Umwandlung des Ordensstaates in das Herzogtum Preußen 1525 den lutherischen Katechismus in die prußische Sprache übersetzen.

## Geschichte

### Anfänge und Konsolidierung

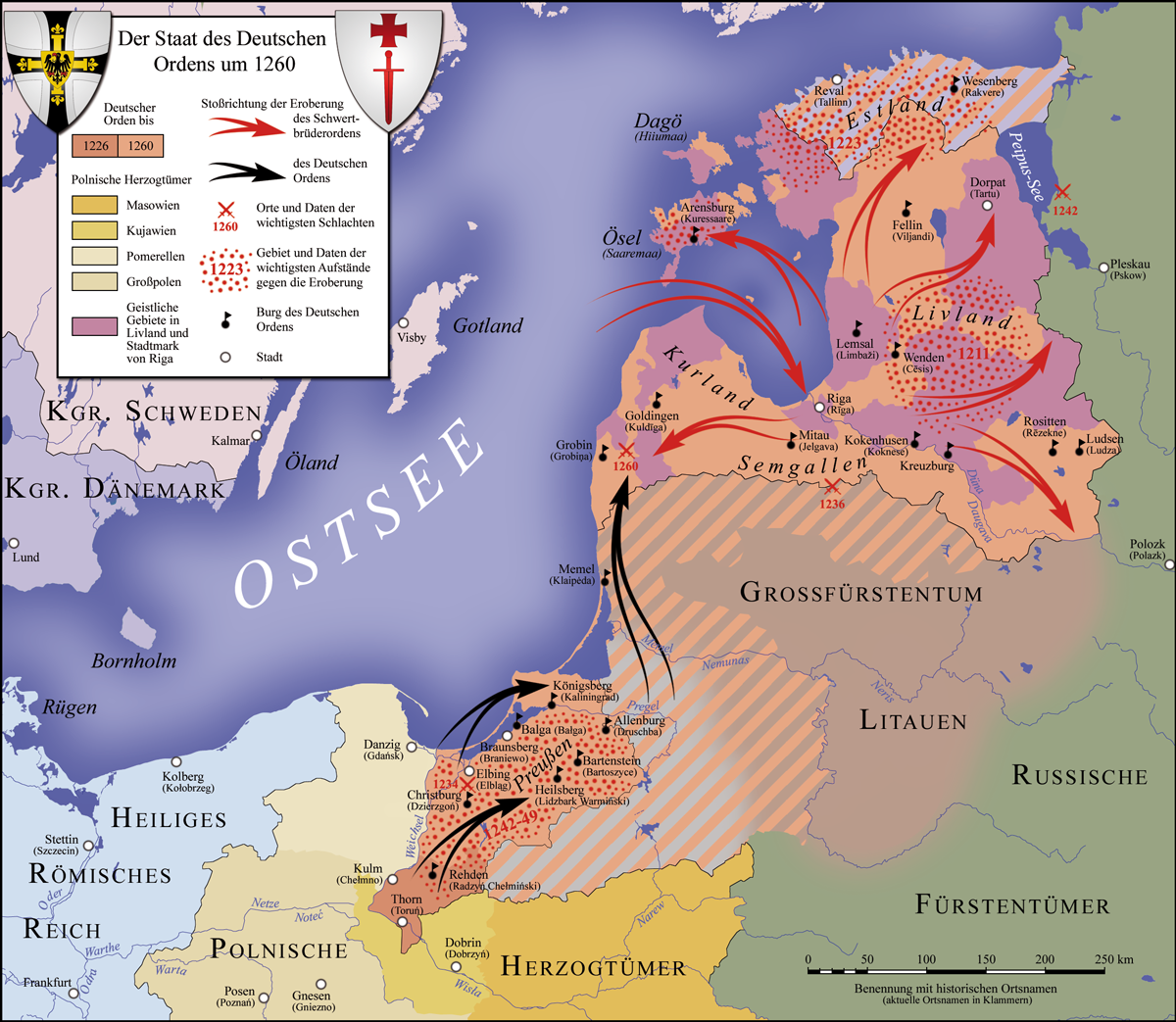
Erwerbungen des Deutschen Ordens in Preußen und des 1237 mit ihm vereinigten Schwertbrüderordens in Kurland und Livland bis 1260
Bei den schraffierten Gebieten handelt es sich um die umkämpften Territorien in Preußen und Schamaiten.

Die Idee einer Staatsgründung des Deutschen Ordens außerhalb des Heiligen Landes ist auf den 4. Hochmeister Hermann von Salza zurückzuführen. Dieser erfahrene Politiker und einflussreiche Berater Kaiser Friedrichs II. versuchte schon kurz nach seinem 1210 erfolgten Amtsantritt, ein vom Orden kontrolliertes Kerngebiet in Europa zu errichten. Der Versuch, im Siebenbürgen (Burzenland) im Königreich Ungarn staatsähnliche Strukturen zu errichten, scheiterte jedoch 1225 am Widerstand des örtlichen Klerus und des ungarischen Königtums.

#### Schaffung staatsrechtlicher Grundlagen
Das Ersuchen des Herzogs Konrad von Masowien an den Deutschen Orden um Hilfe im Kampf gegen die heidnischen Prußen um 1225 bot Hermann von Salza neue Perspektiven. Konrad bot dem Orden das Kulmer Land als Ausgleich für militärische Hilfeleistung an. Bevor der Orden darauf einging, versuchte er sich – nach den schlechten Erfahrungen mit dem ungarischen König – rechtlich abzusichern. Der erste Schritt auf dem Wege dahin war die Bestätigung der Aufgaben in Preußen durch Kaiser Friedrich II. in der Goldenen Bulle von Rimini. Friedrich II. sicherte darin dem Orden alle Eroberungen im Land der Prußen zu. Dazu wurde der Hochmeister des Ordens in den Stand eines Reichsfürsten erhoben. Diese Verbriefung bildete eine wesentliche Grundlage des späteren Ordensstaates. Nach neusten Forschungen des polnischen Historikers Tomasz Jasiński datiert die Goldene Bulle von Rimini nicht vor 1235, sodass er die obenstehende temporär-ablaufende Legitimierung in Frage stellt.
1230 ließ sich der Orden im Vertrag von Kruschwitz von Konrad von Masowien das Eigentum an dem zu erobernden Gebiete bestätigen. Die Echtheit der Urkunde ist wissenschaftlich umstritten. Nachdem ein großer Teil des Kulmer Landes bereits durch die Ordensritter besetzt worden war, bestätigte Papst Gregor IX. 1234 in der Bulle von Rieti den Landbesitz des Ordens und erklärte ihn zum Eigentum Patrimonii Petri, also der Kirche, wobei er sich auf Vereinbarungen des Ordens mit dem edlen Herzogs Conrad von Polens berief, der die Gegenden mit frommer Freigebigkeit geschenkt habe.

#### Beginn der Expansion
Seit 1226 hielt sich in Masowien auf Burg Vogelsang der Ordensritter Konrad von Landsberg mit einem weiteren namentlich nicht überlieferten Ritter auf. Aufgrund der personellen Beanspruchung des Ordens infolge des 1227 avisierten Kreuzzuges des Kaisers erfolgte in den folgenden Jahren kein nennenswerter Zuzug. Erst 1230 erschien der bisherige Deutschmeister Hermann von Balk mit sieben Ordensrittern und etwa 700 Mann Gefolge und errichtete auf dem linken Weichselufer die Burg Nessau. Erst nach eindeutiger Klärung der künftigen Besitzverhältnisse im Vertrag von Kruschwitz überschritt Balk 1231 gemeinsam mit Truppen Konrads von Masowien unweit Nessaus die Weichsel. Unweit einer Quercz genannten Siedlung wurde ein erster Brückenkopf errichtet. In erbitterten Kämpfen mit drei regionalen Anführern der Prußen wurden große Teile des Kulmer Landes erobert und militärisch gesichert.
Schon 1231 gründete der Orden mit Thorn seine erste Burg im Süden des Kulmer Landes. Nach 1233 verschärfte sich die „Kreuzzugspropaganda“ und den Kreuzfahrern wurden durch Papst Gregor IX. die gleichen für einen Kreuzzug ins Heilige Land üblichen Ablass, so eine umfassende Vergebung der Sündenstrafen und weitere Heilsversprechungen gewährt. So beteiligten sich neben deutschen Kreuzfahrern Konrad von Masowien, Herzog Heinrich II. von Breslau sowie die pommerschen Herzöge Swantopolk II. und Sambor II. Mit diesem Heer stieß der erste Landmeister von Preußen Balk 1234 nach Pomesanien vor.
Der geförderte Zustrom niederdeutscher Siedler konsolidierte die Herrschaft der Ordensritter nachhaltig. Trotz diverser Rückschläge, wie des ersten Prußenaufstandes 1242, oder wie der allgemeinen Revolte infolge der vom Orden am 13. Juli 1261 geschlagenen und schließlich verlorenen Schlacht an der Durbe gegen die Litauer, konnte der Orden in den Jahren 1261 bis 1271 die Prußen in schweren Kämpfen endgültig unterwerfen.
Seit 1202 hatte der Schwertbrüderorden im Auftrag des Bischofs von Riga Livland unterworfen, dem damals politisch auch das südlich des Rigaer Meerbusens gelegene Kurland zugerechnet wurde. 1237 schloss er sich aus Personalnot als Livländischer Orden dem Deutschen Orden an, jedoch blieben das preußische Ordensland und Livland faktisch getrennte Herrschaftsgebiete.

### Blütezeit

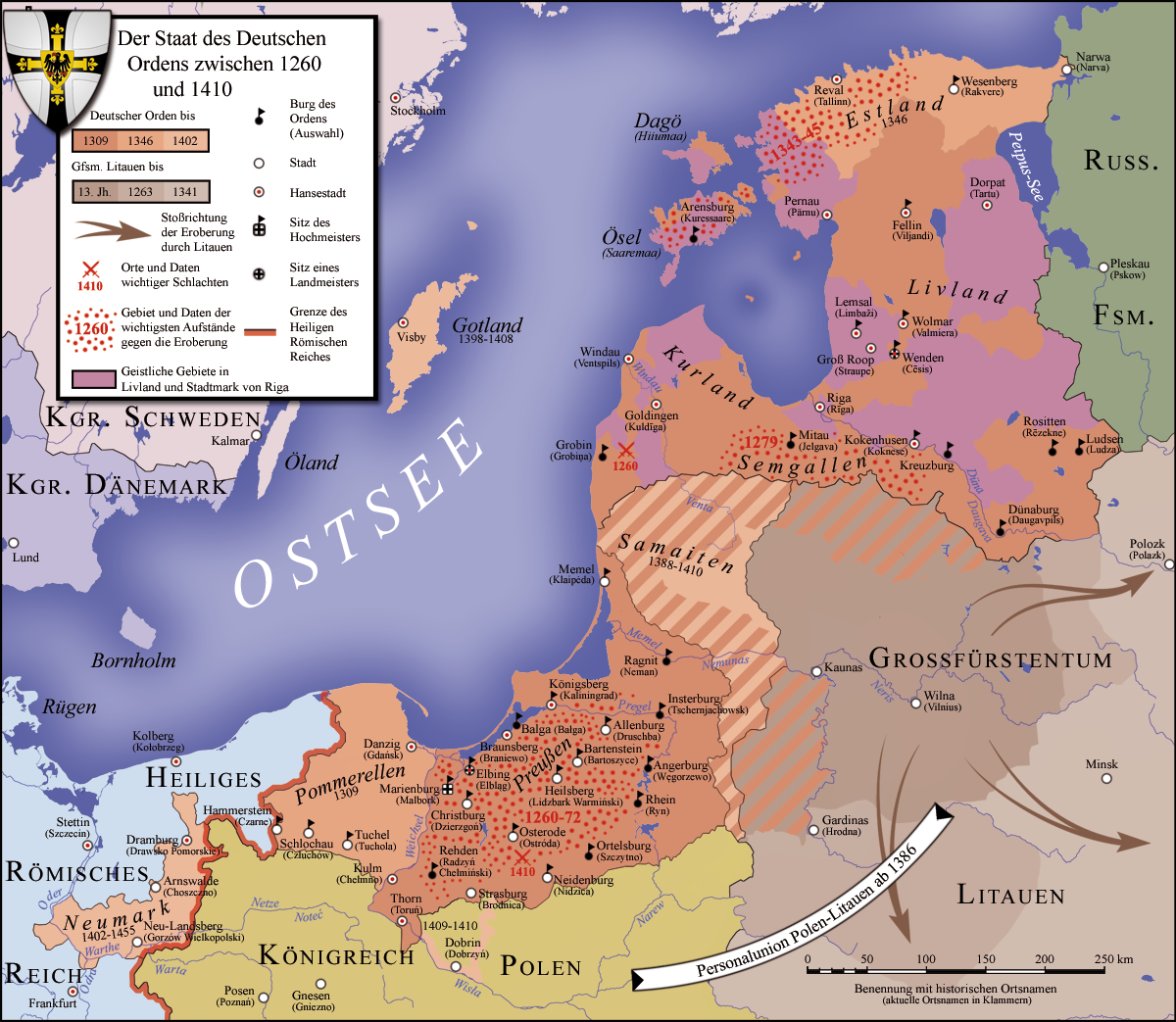
Ordensgebiet um 1410

Auch in den Folgejahren wurde das Territorium des Deutschordensstaates durch weitere Gebiete – Pomerellen und Danzig (1308), Estland (1346) und Gotland (1398) – erweitert. Mit dem Erwerb der Neumark hatte das Deutschordensland im Jahre 1402 seine größte Ausdehnung erreicht.
Der Hochmeister, welcher seit 1291 in Venedig residierte, verlegte 1309 seinen Sitz auf die Marienburg und übernahm damit weitgehend die Regierung des Landes. 1466 nahm er seinen Sitz in Königsberg. Zwar wirkte das Deutschordensland nach außen wie eine Einheit, faktisch stellte es jedoch zwei voneinander unabhängige Herrschaftsgebiete dar: Der Landmeister von Livland regierte in seinem Meistertum ebenso frei wie der Hochmeister als Landmeister von Preußen.
Das Deutschordensland stellte eine bedeutende Wirtschaftsmacht im Ostseeraum dar; unter anderem besaß der Orden das Bernsteinmonopol (siehe Palmnicken), und Städte wie Braunsberg, Elbing, Danzig, Kulm, Thorn und Königsberg gehörten der Hanse an. Als Ende des 13. Jahrhunderts die Christianisierung der prußischen Bevölkerung weitgehend abgeschlossen war, geriet der Ordensstaat im Laufe des 14. Jahrhunderts zunehmend in kriegerische Auseinandersetzungen mit dem Großfürstentum Litauen und ab 1325 auch mit dem Königreich Polen; Polen war seit der Union von Krewo 1385 in Personalunion mit Litauen verbunden, wo es dem Deutschen Orden nie gelang, Fuß zu fassen.
Schon relativ früh konnte sich der regionale Adel eine eigene Position gegenüber dem Orden erstreiten; so sind seit 1351 in Preußen Ständetage bekannt. Dem zunehmend aufbegehrenderen Landadel begegneten Hochmeister bzw. Landmeister mit einer auf die jeweilige Person ausgerichteten Fürstenherrschaft. Diese hatte sich bereits im 15. Jahrhundert so weit durchgesetzt, dass die Untertanen nicht mehr dem Orden, sondern dem Hochmeister bzw. Landmeister huldigten.
Die Eroberung Danzigs und Pomerellens im Jahre 1308 verschlechterte das Verhältnis zu dem südlich angrenzenden Polen.
Unter Hochmeister Winrich von Kniprode (1351–1382) erlebte der Ordensstaat seine Blütezeit und besiegte 1370 die Litauer in der Schlacht bei Rudau. Unter Hochmeister Konrad von Jungingen (1393–1407) kam es zur Erwerbung Gotlands, der Neumark und Samaitens; das Deutschordensland hatte seine größte Ausdehnung erreicht.
Mit der Heirat zwischen dem litauischen Großfürsten Jagiełło und der polnischen Königin Hedwig im Rahmen der Union von Krewo kam es 1386 zur Vereinigung der beiden mächtigsten Gegner des Ordens.

### Niedergang

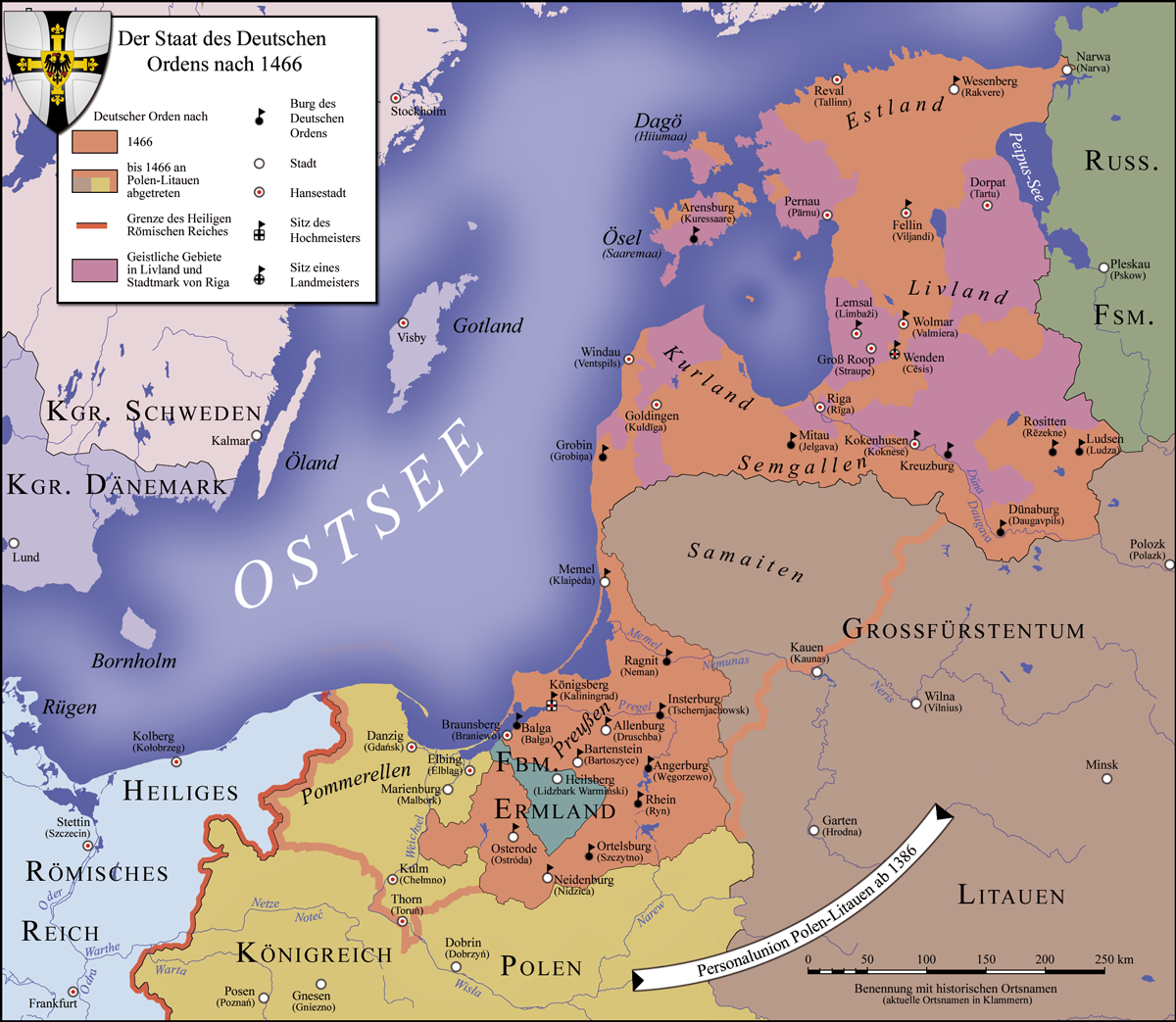
1466 nach der Teilung durch den Zweiten Thorner Frieden

Nachdem das Heer des Deutschen Ordens, geführt von Hochmeister Ulrich von Jungingen, am 15. Juli 1410 bei Tannenberg vom nun polnischen König Jagiełło und polnisch-litauischen Truppen geschlagen worden war, konnte der Orden in Preußen 1411 im Ersten Frieden von Thorn zwar den größten Teil seines Territoriums behalten, hatte aber hohe Kontributionen zu leisten.
In den folgenden Jahrzehnten höhlten innere Streitigkeiten den Ordensstaat immer weiter aus. Die Ordensmitglieder zerfielen in landsmannschaftliche Gruppen und stritten um Einfluss im Orden. Hierzu kam noch eine schwache Stellung gegenüber dem Deutschmeister, welcher um die Hoheit über den Hochmeister stritt.
Als der Orden versuchte, in einen litauischen Thronfolgestreit einzugreifen, um die polnisch-litauische Übermacht zu spalten, kam es erneut zum Krieg mit Polen. Der anschließende Friede von Brest beendete die Kämpfe zwischen dem Ordensstaat und Polen-Litauen und schloss Einsprüche des Papstes oder des römisch-deutschen Königs ausdrücklich aus.
Um die Reparationen aus dem Thorner Frieden aufbringen zu können, versuchte der Orden, von seinen Untertanen vermehrt Abgaben zu erheben. Daraufhin forderten Städte und Landadel, die sich der hohen Besteuerung entziehen wollten und seit 1422 einen regelmäßigen Landtag durchgesetzt hatten, Mitsprache. Im Jahre 1440 schlossen diese sich im „Preußischen Bunde“ zusammen. Dieser unterstellte sich 1453 König Kasimir IV. von Polen, um ihn als Verbündeten zu gewinnen. Es brach der Dreizehnjährige Krieg zwischen Preußischem Bund und Polen auf der einen und dem Orden auf der anderen Seite aus, der den Orden wirtschaftlich in die Knie zwang.
Im Zweiten Frieden von Thorn vom 19. Oktober 1466, der diesen Krieg beendete, musste der Orden Pomerellen, das Kulmer Land, die Marienburg, Elbing und das Ermland an die polnische Krone abtreten und darüber hinaus für sein Restgebiet, das mit innerer Autonomie ausgestattet war, die polnische Lehnshoheit anerkennen. Dem Hochmeister des Ordens und seinen Nachfolgern erlegte der Vertrag einen persönlichen Treueid gegenüber dem König von Polen auf.
Zum weiteren Erhalt des Ordensstaates waren nun große Subventionen aus den Balleien im Heiligen Römischen Reich nötig, die dort viele Kommenden in eine prekäre finanzielle Lage brachten.

### Säkularisation und Auflösung

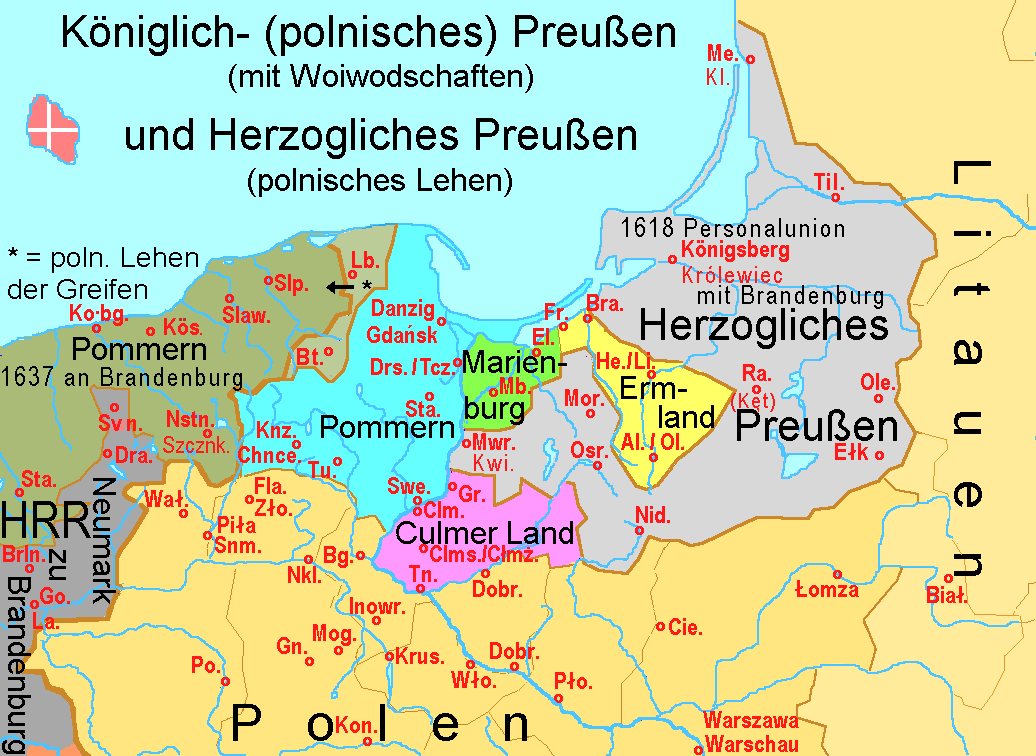
Hellgrau: Herzoglich Preußen
Farbig: Königlich-Preußen mit seinen Wojewodschaften in Personalunion mit dem Königreich Polen und Litauen

Der Orden wollte sich der Leistung des Lehenseides gegenüber dem König von Polen entziehen und strebte nach Wiederherstellung seiner alten, nur dem Heiligen Stuhl nachgeordneten Stellung, Fünf Hochmeister mussten sich aber seit 1466 zähneknirschend und widerstrebend der Eidesklausel fügen. Der Orden hoffte vergeblich auf Rückendeckung im Heiligen Römischen Reich. Entgegen seinen Traditionen berief er 1498 erstmals mit Friedrich von Sachsen (1498–1510) einen Reichsfürsten zum Hochmeister. Der mehrfachen Aufforderung zum Lehenseid entzog sich Hochmeister Friedrich durch den Hinweis, dass er als Reichsfürst schlecht einem polnischen König huldigen könne. Darauf berief sich auch sein Nachfolger Albrecht von Brandenburg-Ansbach, der ebenfalls dem Reichsfürstenstande angehörte.
Sein Versuch, das Problem mit dem Reiterkrieg 1519–21 militärisch zu lösen, scheiterte jedoch und endete in einem vierjährigen Waffenstillstand. An eine Fortsetzung des Krieges war nicht mehr zu denken.
Der Absicht König Sigismunds I., die Existenz des Deutschen Ordens in Preußen zu beenden, kam Albrecht entgegen, indem er im Zuge des Friedensschlusses beim Reichstag zu Krakau aus dem Orden austrat und den bisherigen Ordensstaat als erbliches Herzogtum aus den Händen des polnischen Königs zum Lehen nahm.
Noch vor Ablauf des Waffenstillstandes trat Hochmeister Albrecht I. von Brandenburg-Ansbach zum Protestantismus über und säkularisierte 1525 das preußische Ordensland zu einem erblichen und protestantischen Herzogtum unter polnischer Lehnshoheit, dem Herzogtum Preußen. Die Umwandlung des Ordenslandes in ein weltliches erbliches Herzogtum beendete schließlich die Herrschaft des Deutschen Ordens im preußischen und letztendlich im baltischen Raum.
Mit dem Krakauer Vertrag vom 8. April 1525 und der anschließenden Huldigung Albrechts in Krakau wurde das ehemalige Ordensland Preussen polnisches Lehen, regiert von den brandenburgisch-ansbachischen Herzögen. Die feierliche, öffentliche Huldigung am 10. April 1525 auf dem Krakauer Marktplatz überraschte die europäische Politik.
Weder der Papst noch der verbliebene Orden erkannten die Säkularisation an. Deutschmeister Walther von Cronberg, dem die äußere Konsolidierung des restlichen Ordens gelang, erhielt 1527 vom römisch-deutschen Kaiser Karl V. die Berechtigung, sich „Administrator des Hochmeistertums“ zu nennen und damit den Besitzanspruch auf Preußen aufrechtzuerhalten. Im Jahr 1530 ernannte der Kaiser Cronberg förmlich zum „Administrator für Preußen“. Dieser Titel ohne praktische Bedeutung wurde bis weit ins 18. Jahrhundert beibehalten. Direkter Besitz wurde das Meistertum Mergentheim.
Livland unterstellte sich 1526 der Lehenshoheit des Heiligen Römischen Reiches, um Unterstützung bei der Abwehr der Expansion des Großfürstentums Moskau zu gewinnen. Der Landmeister wurde zum Reichsfürsten ernannt, aber eine nennenswerte Unterstützung blieb aus. 1560/61 zerfiel der livländische Ordensstaat in die weltlichen protestantischen Herzogtümer Livland und Kurland-Semgallen, die sich der Lehenshoheit Polen-Litauens unterstellten – ganz im Norden entstand Schwedisch-Estland. Damit fand der Ordensstaat sein endgültiges Ende.

## Politik

### Landeshoheit

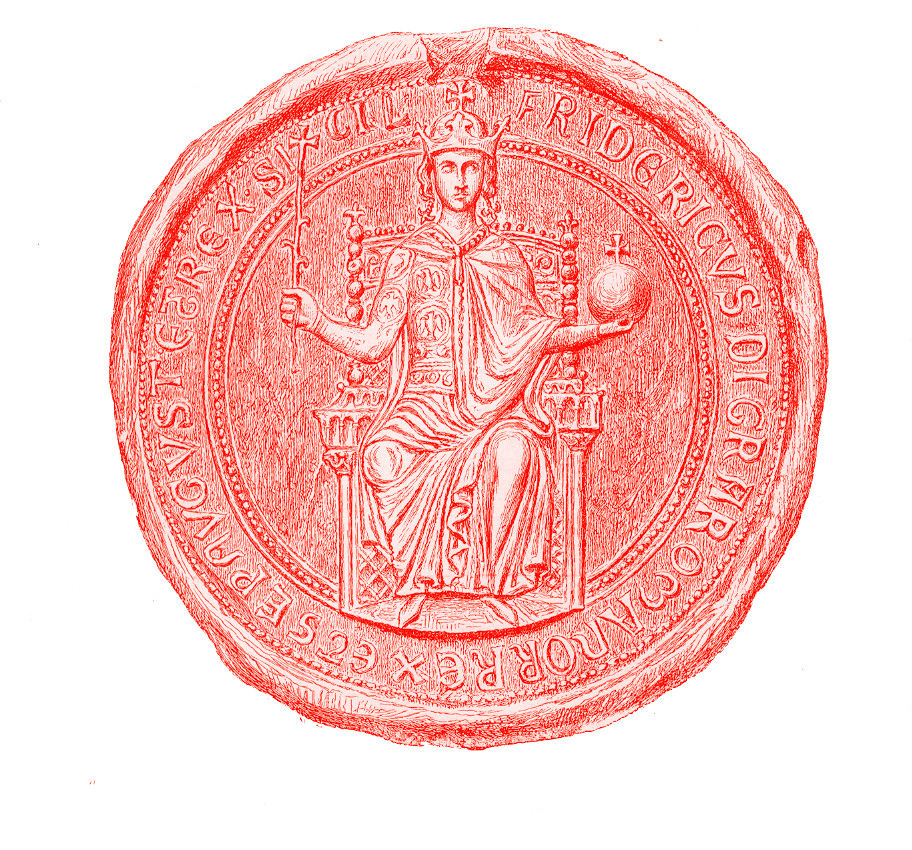
Siegel Kaiser Friedrichs II.

Die Stellung des Ordensstaates zum Heiligen Römischen Reich ist unter Historikern umstritten. Die päpstliche Bulle von Rieti erklärt das Gebiet zu ewigem und freien Besitze des Ordens als eines Teils des Kirchenstaates.
In der Goldbulle von Rimini garantierte Kaiser Friedrich II. dem Hochmeister und seinen Nachfolgern die landesherrlichen Hoheitsrechte: „sollen jene Macht haben und ausüben in ihren Ländern besser als irgendein Reichsfürst“ (potestatem illam habeant et exerceant in terris suis, quam aliquis princeps imperii melius). In den für die Zuordnung zur Reichsangehörigkeit maßgeblichen Reichsmatrikeln finden sich an Ordensbesitzungen nur die südwestdeutschen Balleien und der für die Besitzungen im Reich zuständige Deutschmeister.
Nicht zum Gebiete des Ordensstaates gehörten die Länder der Bischöfe und Domkapitel. Diese standen zwar in einer gewissen Abhängigkeit und Verbindung, unterstanden jedoch dem jeweiligen Bischof als Landesherrn. Auch bildete Livland ein eigenes Staatsgebiet, welches dem Landmeister in Livland unterstand.
Wie in Livland, so wurden auch in Preußen diese Rechte zunächst durch einen vom Landeskapitel bestimmten und vom Hochmeister bestätigten Landmeister wahrgenommen. Nach der Verlegung des Hochmeistersitzes nach der Marienburg im Jahre 1309 und dann endgültig ab 1324 war der Hochmeister direkter Landesherr in Preußen.
Zugleich gab es einen abhängigen Landadel prußischer, deutscher und polnischer Abstammung. Mit den Städten erstritt sich dieser 1422 einen regelmäßigen Landtag und Mitbestimmung in der Landesregierung.

### Organisation
Der Ursprungsgedanke des Ordens liegt im durch Eigeninitiative getragenen christlichen Hospitaldienst, der seinerseits Ausdruck des durch die cluniazensische Reformbewegung neu belebten und intensivierten Mönchsgedankens, darunter ein ausgeprägter Armutsgedanke war. Somit ergibt sich für den mittelalterlichen Deutschen Orden grundsätzlich die Struktur einer klösterlichen Ordensgemeinschaft, der sich auch das seit 1198 hinzukommende kämpfende Rittertum unterordnet.
Hinsichtlich der Mitgliederstruktur teilen sich die Vollmitglieder des Ordens grundsätzlich in Laien und Priester:
|                                  |                                  |                                  |                                  | Laien                            | Laien                            | Laien   | Laien   | Laien                    | Laien                    |                          |                          | Vollmitglieder           | Vollmitglieder           | Vollmitglieder | Vollmitglieder | Vollmitglieder   | Vollmitglieder   |                  |                  | Geistliche       | Geistliche       | Geistliche | Geistliche | Geistliche                    | Geistliche                    |                               |                               |                               |                               |  |  |  |  |  |  |  |  |  |  |  |  |  |  |  |  |  |  |  |  |  |  |  |  |
|                                  |                                  |                                  |                                  | Laien                            | Laien                            | Laien   | Laien   | Laien                    | Laien                    |                          |                          | Vollmitglieder           | Vollmitglieder           | Vollmitglieder | Vollmitglieder | Vollmitglieder   | Vollmitglieder   |                  |                  | Geistliche       | Geistliche       | Geistliche | Geistliche | Geistliche                    | Geistliche                    |                               |                               |                               |                               |  |  |  |  |  |  |  |  |  |  |  |  |  |  |  |  |  |  |  |  |  |  |  |  |
|                                  |                                  |                                  |                                  |                                  |                                  |         |         |                          |                          |                          |                          |                          |                          |                |                |                  |                  |                  |                  |                  |                  |            |            |                               |                               |                               |                               |                               |                               |  |  |  |  |  |  |  |  |  |  |  |  |  |  |  |  |  |  |  |  |  |  |  |  |
|                                  |                                  |                                  |                                  |                                  |                                  |         |         |                          |                          |                          |                          |                          |                          |                |                |                  |                  |                  |                  |                  |                  |            |            |                               |                               |                               |                               |                               |                               |  |  |  |  |  |  |  |  |  |  |  |  |  |  |  |  |  |  |  |  |  |  |  |  |
| Gegürtete Ritter (Weißer Mantel) | Gegürtete Ritter (Weißer Mantel) | Gegürtete Ritter (Weißer Mantel) | Gegürtete Ritter (Weißer Mantel) | Gegürtete Ritter (Weißer Mantel) | Gegürtete Ritter (Weißer Mantel) |         |         | Graumäntler/Halbkreuzler | Graumäntler/Halbkreuzler | Graumäntler/Halbkreuzler | Graumäntler/Halbkreuzler | Graumäntler/Halbkreuzler | Graumäntler/Halbkreuzler |                |                | Ordenspriester   | Ordenspriester   | Ordenspriester   | Ordenspriester   | Ordenspriester   | Ordenspriester   |            |            | Kleriker (ohne höhere Weihen) | Kleriker (ohne höhere Weihen) | Kleriker (ohne höhere Weihen) | Kleriker (ohne höhere Weihen) | Kleriker (ohne höhere Weihen) | Kleriker (ohne höhere Weihen) |  |  |  |  |  |  |  |  |  |  |  |  |  |  |  |  |  |  |  |  |  |  |  |  |
| Gegürtete Ritter (Weißer Mantel) | Gegürtete Ritter (Weißer Mantel) | Gegürtete Ritter (Weißer Mantel) | Gegürtete Ritter (Weißer Mantel) | Gegürtete Ritter (Weißer Mantel) | Gegürtete Ritter (Weißer Mantel) |         |         | Graumäntler/Halbkreuzler | Graumäntler/Halbkreuzler | Graumäntler/Halbkreuzler | Graumäntler/Halbkreuzler | Graumäntler/Halbkreuzler | Graumäntler/Halbkreuzler |                |                | Ordenspriester   | Ordenspriester   | Ordenspriester   | Ordenspriester   | Ordenspriester   | Ordenspriester   |            |            | Kleriker (ohne höhere Weihen) | Kleriker (ohne höhere Weihen) | Kleriker (ohne höhere Weihen) | Kleriker (ohne höhere Weihen) | Kleriker (ohne höhere Weihen) | Kleriker (ohne höhere Weihen) |  |  |  |  |  |  |  |  |  |  |  |  |  |  |  |  |  |  |  |  |  |  |  |  |
|                                  |                                  |                                  |                                  |                                  |                                  |         |         |                          |                          |                          |                          | Sonstige Mitglieder      |                          |                |                |                  |                  |                  |                  |                  |                  |            |            |                               |                               |                               |                               |                               |                               |  |  |  |  |  |  |  |  |  |  |  |  |  |  |  |  |  |  |  |  |  |  |  |  |
|                                  |                                  |                                  |                                  |                                  |                                  |         |         |                          |                          |                          |                          |                          |                          |                |                |                  |                  |                  |                  |                  |                  |            |            |                               |                               |                               |                               |                               |                               |  |  |  |  |  |  |  |  |  |  |  |  |  |  |  |  |  |  |  |  |  |  |  |  |
|                                  |                                  |                                  |                                  |                                  |                                  |         |         |                          |                          |                          |                          |                          |                          |                |                |                  |                  |                  |                  |                  |                  |            |            |                               |                               |                               |                               |                               |                               |  |  |  |  |  |  |  |  |  |  |  |  |  |  |  |  |  |  |  |  |  |  |  |  |
| Dienende Brüder (Ministrantes)   | Dienende Brüder (Ministrantes)   | Dienende Brüder (Ministrantes)   | Dienende Brüder (Ministrantes)   | Dienende Brüder (Ministrantes)   | Dienende Brüder (Ministrantes)   |         |         | Knechte (Servientes)     | Knechte (Servientes)     | Knechte (Servientes)     | Knechte (Servientes)     | Knechte (Servientes)     | Knechte (Servientes)     |                |                | Ordensschwestern | Ordensschwestern | Ordensschwestern | Ordensschwestern | Ordensschwestern | Ordensschwestern |            |            | Halbschwestern                | Halbschwestern                | Halbschwestern                | Halbschwestern                | Halbschwestern                | Halbschwestern                |  |  |  |  |  |  |  |  |  |  |  |  |  |  |  |  |  |  |  |  |  |  |  |  |
| Dienende Brüder (Ministrantes)   | Dienende Brüder (Ministrantes)   | Dienende Brüder (Ministrantes)   | Dienende Brüder (Ministrantes)   | Dienende Brüder (Ministrantes)   | Dienende Brüder (Ministrantes)   |         |         | Knechte (Servientes)     | Knechte (Servientes)     | Knechte (Servientes)     | Knechte (Servientes)     | Knechte (Servientes)     | Knechte (Servientes)     |                |                | Ordensschwestern | Ordensschwestern | Ordensschwestern | Ordensschwestern | Ordensschwestern | Ordensschwestern |            |            | Halbschwestern                | Halbschwestern                | Halbschwestern                | Halbschwestern                | Halbschwestern                | Halbschwestern                |  |  |  |  |  |  |  |  |  |  |  |  |  |  |  |  |  |  |  |  |  |  |  |  |
|                                  |                                  |                                  |                                  | Novizen                          | Novizen                          | Novizen | Novizen | Novizen                  | Novizen                  |                          |                          |                          |                          |                |                |                  |                  |                  |                  | Schüler          | Schüler          | Schüler    | Schüler    | Schüler                       | Schüler                       |                               |                               |                               |                               |  |  |  |  |  |  |  |  |  |  |  |  |  |  |  |  |  |  |  |  |  |  |  |  |
|                                  |                                  |                                  |                                  | Novizen                          | Novizen                          | Novizen | Novizen | Novizen                  | Novizen                  |                          |                          |                          |                          |                |                |                  |                  |                  |                  | Schüler          | Schüler          | Schüler    | Schüler    | Schüler                       | Schüler                       |                               |                               |                               |                               |  |  |  |  |  |  |  |  |  |  |  |  |  |  |  |  |  |  |  |  |  |  |  |  |

Mit Ausnahme der auf die Besonderheiten des Ordenslandes Preußen zugeschnittenen Ämter waren die Organisationsstrukturen des Ordensstaates und des Deutschen Ordens identisch:
|                                               |                                               |                                               |                                               | Ratsgebietiger                                | Ratsgebietiger                                | Ratsgebietiger                      | Ratsgebietiger                      | Ratsgebietiger                                     | Ratsgebietiger                                     |                                                    |                                                    | Hochmeister                                        | Hochmeister                                        | Hochmeister   | Hochmeister   | Hochmeister                                   | Hochmeister                                   |                                               |                                               | Kanzlei des Hochmeisters                      | Kanzlei des Hochmeisters                      | Kanzlei des Hochmeisters | Kanzlei des Hochmeisters | Kanzlei des Hochmeisters                           | Kanzlei des Hochmeisters                           |                                                    |                                                    |                                                    |                                                    |                    |                    |                                                   |                                                   |                                                   |                                                   |                                                   |                                                   |              |              |                    |                    |                    |                    |                    |                    |  |  |  |  |  |  |  |  |  |  |  |  |  |  |  |  |  |  |  |  |  |  |  |  |  |  |  |  |  |  |  |  |  |  |  |  |
|                                               |                                               |                                               |                                               | Ratsgebietiger                                | Ratsgebietiger                                | Ratsgebietiger                      | Ratsgebietiger                      | Ratsgebietiger                                     | Ratsgebietiger                                     |                                                    |                                                    | Hochmeister                                        | Hochmeister                                        | Hochmeister   | Hochmeister   | Hochmeister                                   | Hochmeister                                   |                                               |                                               | Kanzlei des Hochmeisters                      | Kanzlei des Hochmeisters                      | Kanzlei des Hochmeisters | Kanzlei des Hochmeisters | Kanzlei des Hochmeisters                           | Kanzlei des Hochmeisters                           |                                                    |                                                    |                                                    |                                                    |                    |                    |                                                   |                                                   |                                                   |                                                   |                                                   |                                                   |              |              |                    |                    |                    |                    |                    |                    |  |  |  |  |  |  |  |  |  |  |  |  |  |  |  |  |  |  |  |  |  |  |  |  |  |  |  |  |  |  |  |  |  |  |  |  |
|                                               |                                               |                                               |                                               |                                               |                                               |                                     |                                     |                                                    |                                                    |                                                    |                                                    |                                                    |                                                    |               |               |                                               |                                               |                                               |                                               |                                               |                                               |                          |                          |                                                    |                                                    |                                                    |                                                    |                                                    |                                                    |                    |                    |                                                   |                                                   |                                                   |                                                   |                                                   |                                                   |              |              |                    |                    |                    |                    |                    |                    |  |  |  |  |  |  |  |  |  |  |  |  |  |  |  |  |  |  |  |  |  |  |  |  |  |  |  |  |  |  |  |  |  |  |  |  |
|                                               |                                               |                                               |                                               |                                               |                                               |                                     |                                     |                                                    |                                                    |                                                    |                                                    |                                                    |                                                    |               |               |                                               |                                               |                                               |                                               |                                               |                                               |                          |                          |                                                    |                                                    |                                                    |                                                    |                                                    |                                                    |                    |                    |                                                   |                                                   |                                                   |                                                   |                                                   |                                                   |              |              |                    |                    |                    |                    |                    |                    |  |  |  |  |  |  |  |  |  |  |  |  |  |  |  |  |  |  |  |  |  |  |  |  |  |  |  |  |  |  |  |  |  |  |  |  |
| Großkomtur (Magnus Commendator) zu Marienburg | Großkomtur (Magnus Commendator) zu Marienburg | Großkomtur (Magnus Commendator) zu Marienburg | Großkomtur (Magnus Commendator) zu Marienburg | Großkomtur (Magnus Commendator) zu Marienburg | Großkomtur (Magnus Commendator) zu Marienburg |                                     |                                     | Ordensmarschall (Summus Marescalcus) zu Königsberg | Ordensmarschall (Summus Marescalcus) zu Königsberg | Ordensmarschall (Summus Marescalcus) zu Königsberg | Ordensmarschall (Summus Marescalcus) zu Königsberg | Ordensmarschall (Summus Marescalcus) zu Königsberg | Ordensmarschall (Summus Marescalcus) zu Königsberg |               |               | Großspittler (Summus Hospitalarius) zu Elbing | Großspittler (Summus Hospitalarius) zu Elbing | Großspittler (Summus Hospitalarius) zu Elbing | Großspittler (Summus Hospitalarius) zu Elbing | Großspittler (Summus Hospitalarius) zu Elbing | Großspittler (Summus Hospitalarius) zu Elbing |                          |                          | Ordenstressler (Summus Thesaurarius) zu Marienburg | Ordenstressler (Summus Thesaurarius) zu Marienburg | Ordenstressler (Summus Thesaurarius) zu Marienburg | Ordenstressler (Summus Thesaurarius) zu Marienburg | Ordenstressler (Summus Thesaurarius) zu Marienburg | Ordenstressler (Summus Thesaurarius) zu Marienburg |                    |                    | Ordenstrappier (Summus Trappearius) zu Christburg | Ordenstrappier (Summus Trappearius) zu Christburg | Ordenstrappier (Summus Trappearius) zu Christburg | Ordenstrappier (Summus Trappearius) zu Christburg | Ordenstrappier (Summus Trappearius) zu Christburg | Ordenstrappier (Summus Trappearius) zu Christburg |              |              |                    |                    |                    |                    |                    |                    |  |  |  |  |  |  |  |  |  |  |  |  |  |  |  |  |  |  |  |  |  |  |  |  |  |  |  |  |  |  |  |  |  |  |  |  |
| Großkomtur (Magnus Commendator) zu Marienburg | Großkomtur (Magnus Commendator) zu Marienburg | Großkomtur (Magnus Commendator) zu Marienburg | Großkomtur (Magnus Commendator) zu Marienburg | Großkomtur (Magnus Commendator) zu Marienburg | Großkomtur (Magnus Commendator) zu Marienburg |                                     |                                     | Ordensmarschall (Summus Marescalcus) zu Königsberg | Ordensmarschall (Summus Marescalcus) zu Königsberg | Ordensmarschall (Summus Marescalcus) zu Königsberg | Ordensmarschall (Summus Marescalcus) zu Königsberg | Ordensmarschall (Summus Marescalcus) zu Königsberg | Ordensmarschall (Summus Marescalcus) zu Königsberg |               |               | Großspittler (Summus Hospitalarius) zu Elbing | Großspittler (Summus Hospitalarius) zu Elbing | Großspittler (Summus Hospitalarius) zu Elbing | Großspittler (Summus Hospitalarius) zu Elbing | Großspittler (Summus Hospitalarius) zu Elbing | Großspittler (Summus Hospitalarius) zu Elbing |                          |                          | Ordenstressler (Summus Thesaurarius) zu Marienburg | Ordenstressler (Summus Thesaurarius) zu Marienburg | Ordenstressler (Summus Thesaurarius) zu Marienburg | Ordenstressler (Summus Thesaurarius) zu Marienburg | Ordenstressler (Summus Thesaurarius) zu Marienburg | Ordenstressler (Summus Thesaurarius) zu Marienburg |                    |                    | Ordenstrappier (Summus Trappearius) zu Christburg | Ordenstrappier (Summus Trappearius) zu Christburg | Ordenstrappier (Summus Trappearius) zu Christburg | Ordenstrappier (Summus Trappearius) zu Christburg | Ordenstrappier (Summus Trappearius) zu Christburg | Ordenstrappier (Summus Trappearius) zu Christburg |              |              |                    |                    |                    |                    |                    |                    |  |  |  |  |  |  |  |  |  |  |  |  |  |  |  |  |  |  |  |  |  |  |  |  |  |  |  |  |  |  |  |  |  |  |  |  |
|                                               |                                               |                                               |                                               |                                               |                                               |                                     |                                     |                                                    |                                                    |                                                    |                                                    |                                                    |                                                    |               |               |                                               |                                               |                                               |                                               |                                               |                                               |                          |                          |                                                    |                                                    |                                                    |                                                    |                                                    |                                                    |                    |                    |                                                   |                                                   |                                                   |                                                   |                                                   |                                                   |              |              |                    |                    |                    |                    |                    |                    |  |  |  |  |  |  |  |  |  |  |  |  |  |  |  |  |  |  |  |  |  |  |  |  |  |  |  |  |  |  |  |  |  |  |  |  |
|                                               |                                               |                                               |                                               |                                               |                                               |                                     |                                     |                                                    |                                                    |                                                    |                                                    |                                                    |                                                    |               |               |                                               |                                               |                                               |                                               |                                               |                                               |                          |                          |                                                    |                                                    |                                                    |                                                    |                                                    |                                                    |                    |                    |                                                   |                                                   |                                                   |                                                   |                                                   |                                                   |              |              |                    |                    |                    |                    |                    |                    |  |  |  |  |  |  |  |  |  |  |  |  |  |  |  |  |  |  |  |  |  |  |  |  |  |  |  |  |  |  |  |  |  |  |  |  |
|                                               |                                               |                                               |                                               |                                               |                                               |                                     |                                     |                                                    |                                                    |                                                    |                                                    |                                                    |                                                    |               |               |                                               |                                               |                                               |                                               |                                               |                                               |                          |                          |                                                    |                                                    |                                                    |                                                    |                                                    |                                                    |                    |                    |                                                   |                                                   |                                                   |                                                   |                                                   |                                                   |              |              |                    |                    |                    |                    |                    |                    |  |  |  |  |  |  |  |  |  |  |  |  |  |  |  |  |  |  |  |  |  |  |  |  |  |  |  |  |  |  |  |  |  |  |  |  |
|                                               |                                               |                                               |                                               | Deutschmeister (Magister Germaniae)           | Deutschmeister (Magister Germaniae)           | Deutschmeister (Magister Germaniae) | Deutschmeister (Magister Germaniae) | Deutschmeister (Magister Germaniae)                | Deutschmeister (Magister Germaniae)                |                                                    |                                                    |                                                    |                                                    |               |               |                                               |                                               |                                               |                                               |                                               |                                               |                          |                          | Landmeister in Livland (Magister Livoniae)         | Landmeister in Livland (Magister Livoniae)         | Landmeister in Livland (Magister Livoniae)         | Landmeister in Livland (Magister Livoniae)         | Landmeister in Livland (Magister Livoniae)         | Landmeister in Livland (Magister Livoniae)         |                    |                    |                                                   |                                                   |                                                   |                                                   |                                                   |                                                   |              |              |                    |                    |                    |                    |                    |                    |  |  |  |  |  |  |  |  |  |  |  |  |  |  |  |  |  |  |  |  |  |  |  |  |  |  |  |  |  |  |  |  |  |  |  |  |
|                                               |                                               |                                               |                                               | Deutschmeister (Magister Germaniae)           | Deutschmeister (Magister Germaniae)           | Deutschmeister (Magister Germaniae) | Deutschmeister (Magister Germaniae) | Deutschmeister (Magister Germaniae)                | Deutschmeister (Magister Germaniae)                |                                                    |                                                    |                                                    |                                                    |               |               |                                               |                                               |                                               |                                               |                                               |                                               |                          |                          | Landmeister in Livland (Magister Livoniae)         | Landmeister in Livland (Magister Livoniae)         | Landmeister in Livland (Magister Livoniae)         | Landmeister in Livland (Magister Livoniae)         | Landmeister in Livland (Magister Livoniae)         | Landmeister in Livland (Magister Livoniae)         |                    |                    |                                                   |                                                   |                                                   |                                                   |                                                   |                                                   |              |              |                    |                    |                    |                    |                    |                    |  |  |  |  |  |  |  |  |  |  |  |  |  |  |  |  |  |  |  |  |  |  |  |  |  |  |  |  |  |  |  |  |  |  |  |  |
|                                               |                                               |                                               |                                               |                                               |                                               |                                     |                                     |                                                    |                                                    |                                                    |                                                    |                                                    |                                                    |               |               |                                               |                                               |                                               |                                               |                                               |                                               |                          |                          |                                                    |                                                    |                                                    |                                                    |                                                    |                                                    |                    |                    |                                                   |                                                   |                                                   |                                                   |                                                   |                                                   |              |              |                    |                    |                    |                    |                    |                    |  |  |  |  |  |  |  |  |  |  |  |  |  |  |  |  |  |  |  |  |  |  |  |  |  |  |  |  |  |  |  |  |  |  |  |  |
|                                               |                                               |                                               |                                               | Balleien im Reich                             | Balleien im Reich                             | Balleien im Reich                   | Balleien im Reich                   | Balleien im Reich                                  | Balleien im Reich                                  |                                                    |                                                    |                                                    |                                                    |               |               |                                               |                                               |                                               |                                               | Komtureien (Livland)                          | Komtureien (Livland)                          | Komtureien (Livland)     | Komtureien (Livland)     | Komtureien (Livland)                               | Komtureien (Livland)                               |                                                    |                                                    | Vogteien (Livland)                                 | Vogteien (Livland)                                 | Vogteien (Livland) | Vogteien (Livland) | Vogteien (Livland)                                | Vogteien (Livland)                                |                                                   |                                                   |                                                   |                                                   |              |              |                    |                    |                    |                    |                    |                    |  |  |  |  |  |  |  |  |  |  |  |  |  |  |  |  |  |  |  |  |  |  |  |  |  |  |  |  |  |  |  |  |  |  |  |  |
|                                               |                                               |                                               |                                               | Balleien im Reich                             | Balleien im Reich                             | Balleien im Reich                   | Balleien im Reich                   | Balleien im Reich                                  | Balleien im Reich                                  |                                                    |                                                    |                                                    |                                                    |               |               |                                               |                                               |                                               |                                               | Komtureien (Livland)                          | Komtureien (Livland)                          | Komtureien (Livland)     | Komtureien (Livland)     | Komtureien (Livland)                               | Komtureien (Livland)                               |                                                    |                                                    | Vogteien (Livland)                                 | Vogteien (Livland)                                 | Vogteien (Livland) | Vogteien (Livland) | Vogteien (Livland)                                | Vogteien (Livland)                                |                                                   |                                                   |                                                   |                                                   |              |              |                    |                    |                    |                    |                    |                    |  |  |  |  |  |  |  |  |  |  |  |  |  |  |  |  |  |  |  |  |  |  |  |  |  |  |  |  |  |  |  |  |  |  |  |  |
|                                               |                                               |                                               |                                               |                                               |                                               |                                     |                                     | Großschäffer (Marienburg)                          | Großschäffer (Marienburg)                          | Großschäffer (Marienburg)                          | Großschäffer (Marienburg)                          | Großschäffer (Marienburg)                          | Großschäffer (Marienburg)                          |               |               | Großschäffer (Königsberg)                     | Großschäffer (Königsberg)                     | Großschäffer (Königsberg)                     | Großschäffer (Königsberg)                     | Großschäffer (Königsberg)                     | Großschäffer (Königsberg)                     |                          |                          |                                                    |                                                    |                                                    |                                                    |                                                    |                                                    |                    |                    |                                                   |                                                   |                                                   |                                                   |                                                   |                                                   |              |              |                    |                    |                    |                    |                    |                    |  |  |  |  |  |  |  |  |  |  |  |  |  |  |  |  |  |  |  |  |  |  |  |  |  |  |  |  |  |  |  |  |  |  |  |  |
|                                               |                                               |                                               |                                               |                                               |                                               |                                     |                                     | Großschäffer (Marienburg)                          | Großschäffer (Marienburg)                          | Großschäffer (Marienburg)                          | Großschäffer (Marienburg)                          | Großschäffer (Marienburg)                          | Großschäffer (Marienburg)                          |               |               | Großschäffer (Königsberg)                     | Großschäffer (Königsberg)                     | Großschäffer (Königsberg)                     | Großschäffer (Königsberg)                     | Großschäffer (Königsberg)                     | Großschäffer (Königsberg)                     |                          |                          |                                                    |                                                    |                                                    |                                                    |                                                    |                                                    |                    |                    |                                                   |                                                   |                                                   |                                                   |                                                   |                                                   |              |              |                    |                    |                    |                    |                    |                    |  |  |  |  |  |  |  |  |  |  |  |  |  |  |  |  |  |  |  |  |  |  |  |  |  |  |  |  |  |  |  |  |  |  |  |  |
|                                               |                                               |                                               |                                               |                                               |                                               |                                     |                                     |                                                    |                                                    |                                                    |                                                    |                                                    |                                                    |               |               |                                               |                                               |                                               |                                               |                                               |                                               |                          |                          |                                                    |                                                    |                                                    |                                                    |                                                    |                                                    |                    |                    |                                                   |                                                   |                                                   |                                                   |                                                   |                                                   |              |              |                    |                    |                    |                    |                    |                    |  |  |  |  |  |  |  |  |  |  |  |  |  |  |  |  |  |  |  |  |  |  |  |  |  |  |  |  |  |  |  |  |  |  |  |  |
|                                               |                                               |                                               |                                               |                                               |                                               |                                     |                                     | Bernsteinmeister (Lochstädt)                       | Bernsteinmeister (Lochstädt)                       | Bernsteinmeister (Lochstädt)                       | Bernsteinmeister (Lochstädt)                       | Bernsteinmeister (Lochstädt)                       | Bernsteinmeister (Lochstädt)                       |               |               | Pfundmeister (Danzig)                         | Pfundmeister (Danzig)                         | Pfundmeister (Danzig)                         | Pfundmeister (Danzig)                         | Pfundmeister (Danzig)                         | Pfundmeister (Danzig)                         |                          |                          |                                                    |                                                    |                                                    |                                                    |                                                    |                                                    |                    |                    |                                                   |                                                   |                                                   |                                                   |                                                   |                                                   |              |              |                    |                    |                    |                    |                    |                    |  |  |  |  |  |  |  |  |  |  |  |  |  |  |  |  |  |  |  |  |  |  |  |  |  |  |  |  |  |  |  |  |  |  |  |  |
|                                               |                                               |                                               |                                               |                                               |                                               |                                     |                                     | Bernsteinmeister (Lochstädt)                       | Bernsteinmeister (Lochstädt)                       | Bernsteinmeister (Lochstädt)                       | Bernsteinmeister (Lochstädt)                       | Bernsteinmeister (Lochstädt)                       | Bernsteinmeister (Lochstädt)                       |               |               | Pfundmeister (Danzig)                         | Pfundmeister (Danzig)                         | Pfundmeister (Danzig)                         | Pfundmeister (Danzig)                         | Pfundmeister (Danzig)                         | Pfundmeister (Danzig)                         |                          |                          |                                                    |                                                    |                                                    |                                                    |                                                    |                                                    |                    |                    |                                                   |                                                   |                                                   |                                                   |                                                   |                                                   |              |              |                    |                    |                    |                    |                    |                    |  |  |  |  |  |  |  |  |  |  |  |  |  |  |  |  |  |  |  |  |  |  |  |  |  |  |  |  |  |  |  |  |  |  |  |  |
|                                               |                                               |                                               |                                               |                                               |                                               |                                     |                                     |                                                    |                                                    |                                                    |                                                    |                                                    |                                                    |               |               |                                               |                                               |                                               |                                               |                                               |                                               |                          |                          |                                                    |                                                    |                                                    |                                                    |                                                    |                                                    |                    |                    |                                                   |                                                   |                                                   |                                                   |                                                   |                                                   |              |              |                    |                    |                    |                    |                    |                    |  |  |  |  |  |  |  |  |  |  |  |  |  |  |  |  |  |  |  |  |  |  |  |  |  |  |  |  |  |  |  |  |  |  |  |  |
|                                               |                                               |                                               |                                               |                                               |                                               |                                     |                                     |                                                    |                                                    |                                                    |                                                    |                                                    |                                                    |               |               |                                               |                                               |                                               |                                               |                                               |                                               |                          |                          |                                                    |                                                    |                                                    |                                                    |                                                    |                                                    |                    |                    |                                                   |                                                   |                                                   |                                                   |                                                   |                                                   |              |              |                    |                    |                    |                    |                    |                    |  |  |  |  |  |  |  |  |  |  |  |  |  |  |  |  |  |  |  |  |  |  |  |  |  |  |  |  |  |  |  |  |  |  |  |  |
| Komtur (Ragnit)                               | Komtur (Ragnit)                               | Komtur (Ragnit)                               | Komtur (Ragnit)                               | Komtur (Ragnit)                               | Komtur (Ragnit)                               |                                     |                                     | Komtur (Königsberg)                                | Komtur (Königsberg)                                | Komtur (Königsberg)                                | Komtur (Königsberg)                                | Komtur (Königsberg)                                | Komtur (Königsberg)                                |               |               | Komtur (Elbing)                               | Komtur (Elbing)                               | Komtur (Elbing)                               | Komtur (Elbing)                               | Komtur (Elbing)                               | Komtur (Elbing)                               |                          |                          | Komtur (Balga)                                     | Komtur (Balga)                                     | Komtur (Balga)                                     | Komtur (Balga)                                     | Komtur (Balga)                                     | Komtur (Balga)                                     |                    |                    | Komtur (Danzig)                                   | Komtur (Danzig)                                   | Komtur (Danzig)                                   | Komtur (Danzig)                                   | Komtur (Danzig)                                   | Komtur (Danzig)                                   |              |              | Weitere Komtureien | Weitere Komtureien | Weitere Komtureien | Weitere Komtureien | Weitere Komtureien | Weitere Komtureien |  |  |  |  |  |  |  |  |  |  |  |  |  |  |  |  |  |  |  |  |  |  |  |  |  |  |  |  |  |  |  |  |  |  |  |  |
| Komtur (Ragnit)                               | Komtur (Ragnit)                               | Komtur (Ragnit)                               | Komtur (Ragnit)                               | Komtur (Ragnit)                               | Komtur (Ragnit)                               |                                     |                                     | Komtur (Königsberg)                                | Komtur (Königsberg)                                | Komtur (Königsberg)                                | Komtur (Königsberg)                                | Komtur (Königsberg)                                | Komtur (Königsberg)                                |               |               | Komtur (Elbing)                               | Komtur (Elbing)                               | Komtur (Elbing)                               | Komtur (Elbing)                               | Komtur (Elbing)                               | Komtur (Elbing)                               |                          |                          | Komtur (Balga)                                     | Komtur (Balga)                                     | Komtur (Balga)                                     | Komtur (Balga)                                     | Komtur (Balga)                                     | Komtur (Balga)                                     |                    |                    | Komtur (Danzig)                                   | Komtur (Danzig)                                   | Komtur (Danzig)                                   | Komtur (Danzig)                                   | Komtur (Danzig)                                   | Komtur (Danzig)                                   |              |              | Weitere Komtureien | Weitere Komtureien | Weitere Komtureien | Weitere Komtureien | Weitere Komtureien | Weitere Komtureien |  |  |  |  |  |  |  |  |  |  |  |  |  |  |  |  |  |  |  |  |  |  |  |  |  |  |  |  |  |  |  |  |  |  |  |  |
|                                               |                                               |                                               |                                               |                                               |                                               |                                     |                                     |                                                    |                                                    |                                                    |                                                    |                                                    |                                                    |               |               |                                               |                                               |                                               |                                               |                                               |                                               |                          |                          |                                                    |                                                    |                                                    |                                                    |                                                    |                                                    |                    |                    |                                                   |                                                   |                                                   |                                                   |                                                   |                                                   |              |              |                    |                    |                    |                    |                    |                    |  |  |  |  |  |  |  |  |  |  |  |  |  |  |  |  |  |  |  |  |  |  |  |  |  |  |  |  |  |  |  |  |  |  |  |  |
| Hauskomtur                                    | Hauskomtur                                    | Hauskomtur                                    | Hauskomtur                                    | Hauskomtur                                    | Hauskomtur                                    |                                     |                                     | Pfleger                                            | Pfleger                                            | Pfleger                                            | Pfleger                                            | Pfleger                                            | Pfleger                                            |               |               | Vogt                                          | Vogt                                          | Vogt                                          | Vogt                                          | Vogt                                          | Vogt                                          |                          |                          |                                                    |                                                    |                                                    |                                                    |                                                    |                                                    |                    |                    |                                                   |                                                   |                                                   |                                                   |                                                   |                                                   |              |              |                    |                    |                    |                    |                    |                    |  |  |  |  |  |  |  |  |  |  |  |  |  |  |  |  |  |  |  |  |  |  |  |  |  |  |  |  |  |  |  |  |  |  |  |  |
| Hauskomtur                                    | Hauskomtur                                    | Hauskomtur                                    | Hauskomtur                                    | Hauskomtur                                    | Hauskomtur                                    |                                     |                                     | Pfleger                                            | Pfleger                                            | Pfleger                                            | Pfleger                                            | Pfleger                                            | Pfleger                                            |               |               | Vogt                                          | Vogt                                          | Vogt                                          | Vogt                                          | Vogt                                          | Vogt                                          |                          |                          |                                                    |                                                    |                                                    |                                                    |                                                    |                                                    |                    |                    |                                                   |                                                   |                                                   |                                                   |                                                   |                                                   |              |              |                    |                    |                    |                    |                    |                    |  |  |  |  |  |  |  |  |  |  |  |  |  |  |  |  |  |  |  |  |  |  |  |  |  |  |  |  |  |  |  |  |  |  |  |  |
|                                               |                                               |                                               |                                               |                                               |                                               |                                     |                                     |                                                    |                                                    |                                                    |                                                    |                                                    |                                                    |               |               |                                               |                                               |                                               |                                               |                                               |                                               |                          |                          |                                                    |                                                    |                                                    |                                                    |                                                    |                                                    |                    |                    |                                                   |                                                   |                                                   |                                                   |                                                   |                                                   |              |              |                    |                    |                    |                    |                    |                    |  |  |  |  |  |  |  |  |  |  |  |  |  |  |  |  |  |  |  |  |  |  |  |  |  |  |  |  |  |  |  |  |  |  |  |  |
| Karwansherr                                   | Karwansherr                                   | Karwansherr                                   | Karwansherr                                   | Karwansherr                                   | Karwansherr                                   | Trappierer                          | Trappierer                          | Trappierer                                         | Trappierer                                         | Trappierer                                         | Trappierer                                         | Kellermeister                                      | Kellermeister                                      | Kellermeister | Kellermeister | Kellermeister                                 | Kellermeister                                 | Küchenmeister                                 | Küchenmeister                                 | Küchenmeister                                 | Küchenmeister                                 | Küchenmeister            | Küchenmeister            | Forstmeister                                       | Forstmeister                                       | Forstmeister                                       | Forstmeister                                       | Forstmeister                                       | Forstmeister                                       | Gesindemeister     | Gesindemeister     | Gesindemeister                                    | Gesindemeister                                    | Gesindemeister                                    | Gesindemeister                                    | Fischmeister                                      | Fischmeister                                      | Fischmeister | Fischmeister | Fischmeister       | Fischmeister       |                    |                    |                    |                    |  |  |  |  |  |  |  |  |  |  |  |  |  |  |  |  |  |  |  |  |  |  |  |  |  |  |  |  |  |  |  |  |  |  |  |  |

Quellen:

### Staatliche Strukturen
Die rasche und weiträumige Ausdehnung des Ordensbesitzes während der ersten Hälfte des 13. Jahrhunderts brachte es mit sich, dass die staatliche Struktur des Ordens durch die Aufteilung in drei weitgehend unabhängig voneinander agierende Territorialkomplexe gekennzeichnet war:
Einerseits die Ordensterritorien Livland und Preußen (der Ordensstaat im eigentlichen Sinne mit einer Gesamtfläche von rund 180.000 km²) in denen der Orden Landesherr war; andererseits die über das ganze Reich und Teile des Mittelmeerraums verstreuten zahlreichen Besitzungen (Kommenden, Güter, Spitäler, Patronate etc.).

#### Ordensbesitz im Heiligen Römischen Reich

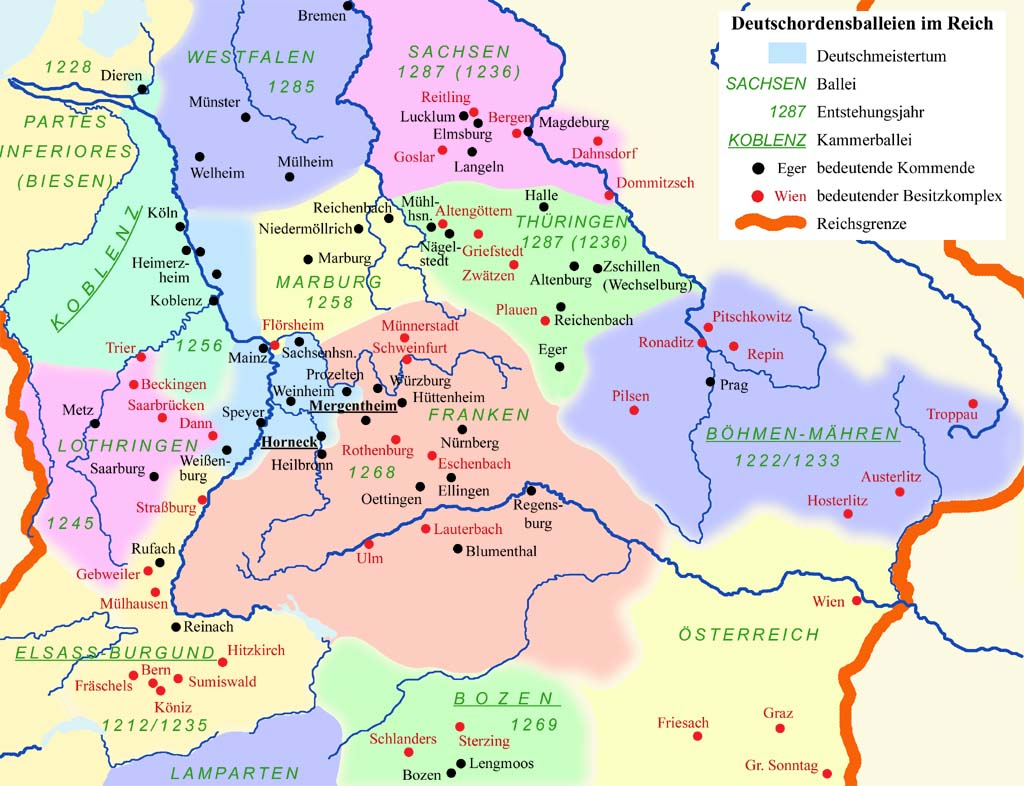
Deutscher Orden – Balleien im Reich

In Deutschland sowie in West- und Südeuropa besaß der Orden weit verstreute, aber reiche Kommenden mit verschiedenartigsten Besitzkomplexen, Patronaten, Spitälern mit dem vom Ordenskapitel gewählten Deutschmeister (Meister zu deutschen und welschen Landen – Magister Germaniae) an der Spitze. Sitz des Deutschmeisters war zunächst die Burg Horneck, seit 1526 Mergentheim.
Zur besseren Handhabung der Verwaltung des riesigen Gebietes wurden als Zwischenstufe jeweils mehrere Kommenden zu Balleien mit einem Landkomtur an der Spitze zusammengefasst:
| Apulien  | Armenien | Böhmen-Mähren | Bozen      | Champagne¹ | Deutschmeistertum  | Elsass-Burgund    |
| Franken  | Koblenz  | Lamparten     | Lothringen | Marburg    | Österreich         | Partes Inferiores |
| Romanien | Sachsen  | Sizilien      | Spanien    | Thüringen  | Thüringen-Sachsen² | Westfalen         |

¹ Verwaltung durch die Ballei Elsass-Burgund; ² 1287 getrennt
Im Laufe des 14. Jahrhunderts wurden die reichsten Balleien der Kontrolle des Deutschmeisters entzogen und als Kammerballeien direkt dem Hochmeister unterstellt:
- 1324 Böhmen-Mähren, Bozen, Koblenz, Österreich
- 1388 Elsass-Burgund

#### Livländische Konföderation

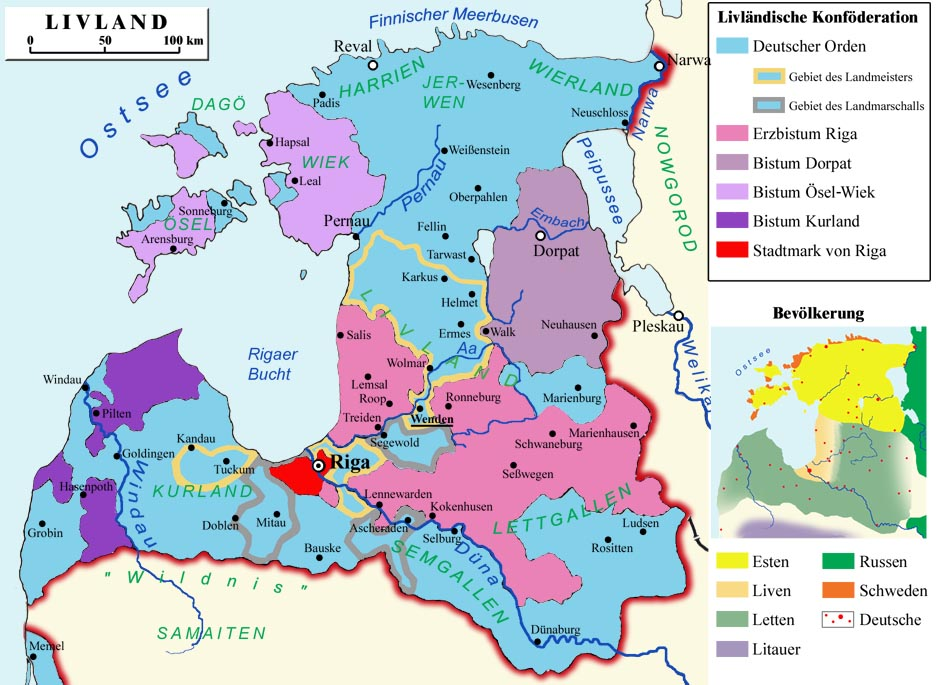
Livländische Konföderation

Die Struktur des aus fünf geistlichen Territorien gebildeten Livländischen Staatenbundes geht auf Verträge des Erzbischofs von Riga-Üxküll und des Schwertbrüderordens zurück und wurde vom Deutschen Orden weitgehend übernommen.
- Offizielle Bezeichnung: Deutscher Orden zu Livland
- Gesamtfläche: 108.500 km²
- Einwohner im 16. Jahrhundert: 650.000
- Sitz des Landmeisters: Wenden

| Deutscher Orden¹   | 67.000 km² |
| Erzbistum Riga     | 19.000 km² |
| Bistum Dorpat      | 09.600 km² |
| Bistum Ösel-Wiek   | 07.600 km² |
| Bistum Kurland     | 04.600 km² |
| Stadtmark von Riga | 00.800 km² |

| Reval    | Jerwen    | Pernau     |
| Fellin   | Talkhof   | Marienburg |
| Segewold | Dünamünde | Ascheraden |
| Dünaburg | Bauske    | Mitau      |
| Doblen   | Goldingen | Windau     |

| Soneburg  | Reval      | Narwa   |
| Wesenberg | Neuschloss | Karkhus |
| Selburg   | Rositten   | Kandau  |
| Grobin    |            |         |

¹ In das Ordensgebiet eingerechnet ist das 12.000 km² große als Herzogtum Estland firmierende und kirchenrechtlich zum Erzbistum Lund gehörige nördliche Estland, welches 1219 von Dänemark unterworfen wurde, danach an die Schwertbrüder übergeben, 1237 nach Übernahme durch den Deutschorden an Dänemark zurückgegeben und 1346 endgültig von Dänemark für 19.000 Mark Silber gekauft wurde.

#### Ordensland Preußen

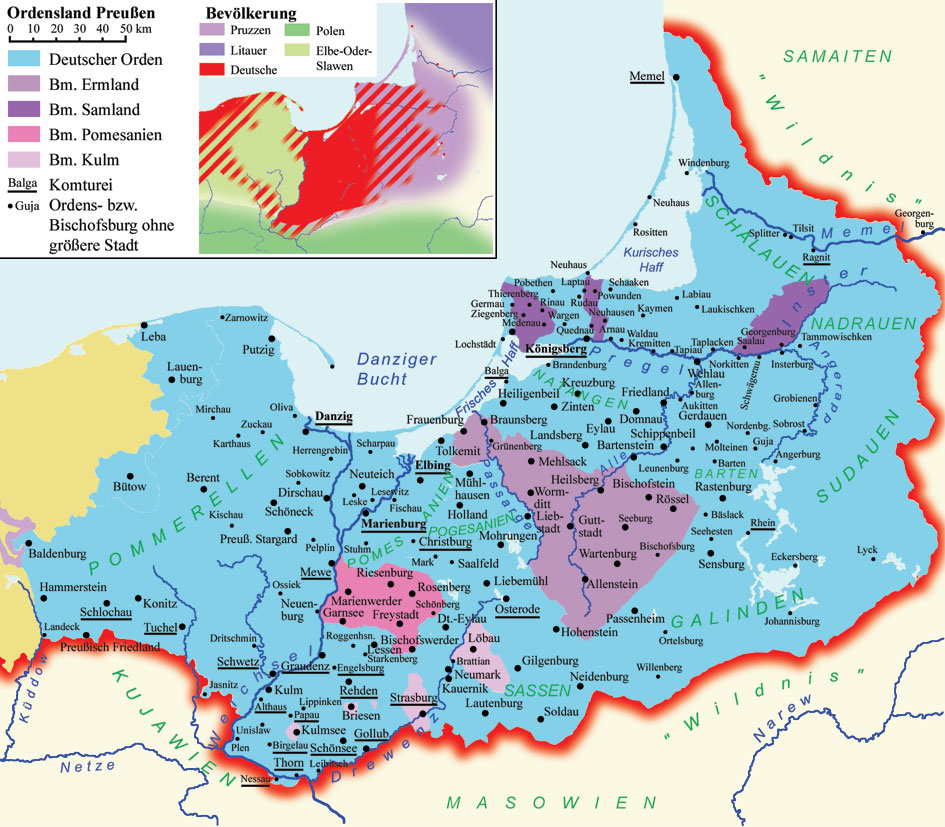
Ordensland Preußen

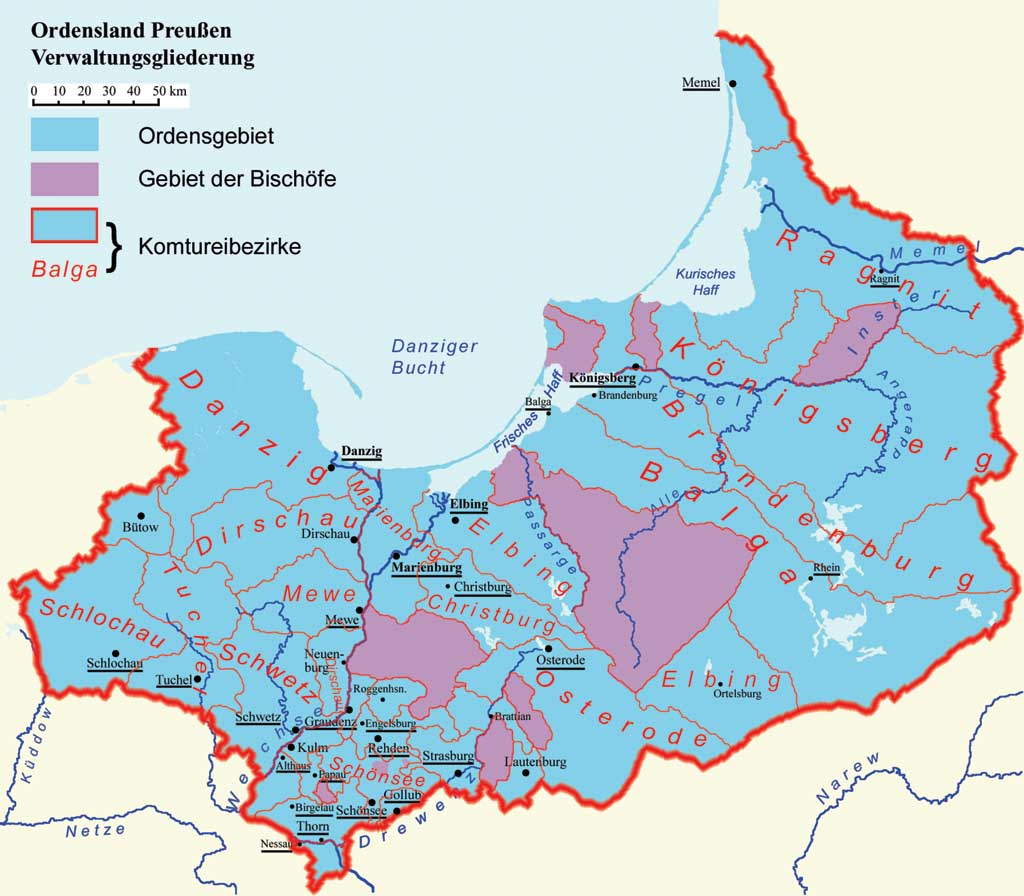
Ordensland Preußen – Verwaltungsgliederung

Im Gegensatz zum territorial völlig stabilen Livland war Preußen im Laufe seiner dreihundertjährigen Ordensgeschichte stärkeren territorialen Veränderungen unterworfen:
| Zeitabschnitt                                                | Zeitabschnitt                                                | Ordensgebiet    |
| ------------------------------------------------------------ | ------------------------------------------------------------ | --------------- |
| Ausgangsgebiet Kulmer Land 1226/31                           | Ausgangsgebiet Kulmer Land 1226/31                           | 4.000–5.000 km² |
| Ordensland nach der endgültigen Unterwerfung der Prußen 1283 | Ordensland nach der endgültigen Unterwerfung der Prußen 1283 | 45.000 km²      |
| Erwerbung Pommerellens 1309 (Bütow und Lauenburg)            | Erwerbung Pommerellens 1309 (Bütow und Lauenburg)            | 61.000 km²      |
| Ordensgebiet nach dem 2. Thorner Frieden 1466                | Ordensgebiet nach dem 2. Thorner Frieden 1466                | 35.000 km²      |
|                                                              |                                                              |                 |
| zeitweilige Erwerbungen:                                     | Gotland 1398–1408                                            | 3.140 km²       |
| zeitweilige Erwerbungen:                                     | Herzogtum Dobrin                                             | 3.000–4.000 km² |
| zeitweilige Erwerbungen:                                     | Neumark 1402–1455                                            | 7.900 km²       |

Preußen hatte von 1230 bis 1309 und von 1317 bis 1324 einen eigenen Landmeister (Magister Pruscie) an der Spitze. Sein Amtssitz war zunächst in Thorn, dann in Elbing.
Seither wurde es vom Hochmeister und der Zentralregierung direkt verwaltet.
Unterteilt war das Land in sogenannte Komtureibezirke, auch als Kommenden bezeichnet. Größere Komtureien waren nochmals in Vogteien und Pflegeämter unterteilt. Die Gebiete wurden im Laufe der Jahre öfter geändert, Vogteien aus- und eingegliedert, auch Komtureien zusammengelegt.
| Althaus    | Balga      | Birgelau  | Brandenburg    | Brattian 1 |
| Christburg | Danzig     | Elbing    | Engelsburg 2   | Gollub     |
| Graudenz   | Königsberg | Kulm      | Lippinken 3    | Marienburg |
| Memel      | Mewe       | Nessau 4  | Osterode       | Papau      |
| Ragnit     | Rehden     | Rhein     | Roggenhausen 5 | Schlochau  |
| Schönsee   | Schwetz    | Strasburg | Thorn          | Tuchel     |

### Kirchliche Strukturen

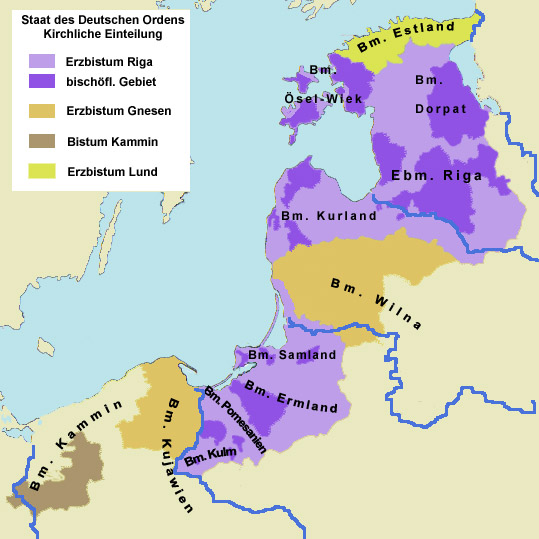
Kirchliche Einteilung des Ordensstaates

Kirchenrechtlich war das Territorium des Ordensstaates weitgehend mit der Erzdiözese Riga identisch:
| Bistum Reval   | Bistum Dorpat  | Bistum Ösel-Wiek  | Bistum Kurland |
| Bistum Samland | Bistum Ermland | Bistum Pomesanien | Bistum Kulm    |

Pommerellen als Bestandteil des Bistums Kujawien und Samogitien als Bestandteil des Bistums Wilna gehörten zur Erzdiözese Gnesen. Das bis 1346 zu Dänemark gehörige Hzm. Estland war Teil der Erzdiözese Lund. Die Neumark schließlich bildete einen Teil der exmittierten Diözese Kammin.
Die weitgehend souveräne Stellung des Erzbischofs von Riga innerhalb Livlands führte zu langen und heftigen Auseinandersetzungen mit dem Orden. Diese fanden erst ein Ende, als es dem Deutschen Orden 1384 gelang, das Erzstift, ähnlich den preußischen Diözesen, dem Orden zu inkorporieren.

## Wirtschaft und Infrastruktur
Grundlage für den wirtschaftlichen Aufstieg waren zunächst wie bei Klöstern die auf Eigenversorgung der einzelnen Kommenden ausgerichteten umfangreichen Wirtschaftshöfe. Durch planmäßige und umfangreiche Neuansiedlung deutscher Bauern vor allem in Preußen sowie umfangreiche Rodungen und Meliorationsmaßnahmen vor allem im Weichseldelta entstanden binnen kurzer Frist Dutzende neuer Städte und Hunderte von Dörfern. Zwischen 1300 und 1350 stieg Preußen zum führenden Exportland für Holz und Getreide auf.
Flankiert wurde der ökonomische Aufschwung durch zielgerichteten Brücken- und Kanalbau. Der hierdurch wesentlich erleichterte Transit- und Handelsverkehr sorgte mit dafür, dass sich der Ordensstaat zu einem der reichsten Länder Europas entwickelte. Als eine bedeutende zusätzliche Geldquelle erwies sich der Bernsteinhandel, auf den der Orden das Monopol besaß.
Äußerst positiv für die Entwicklung des Landes und seiner Bewohner wirkten sich die allgemeine Steuerfreiheit sowie die an tatsächliche Erträge gekoppelte maßvolle Abgabenwirtschaft aus. Maßnahmen gegen Zinswucher sowie die Sorge für ein einheitliches Münzsystem und relativ einheitliche Maße und Gewichte verstärkten diesen Trend. In Zeiten wirtschaftlicher Not wurden Unterstützungen sowie Befreiung von Lasten und Abgaben gewährt.

### Siedlungstätigkeit und Wirtschaft

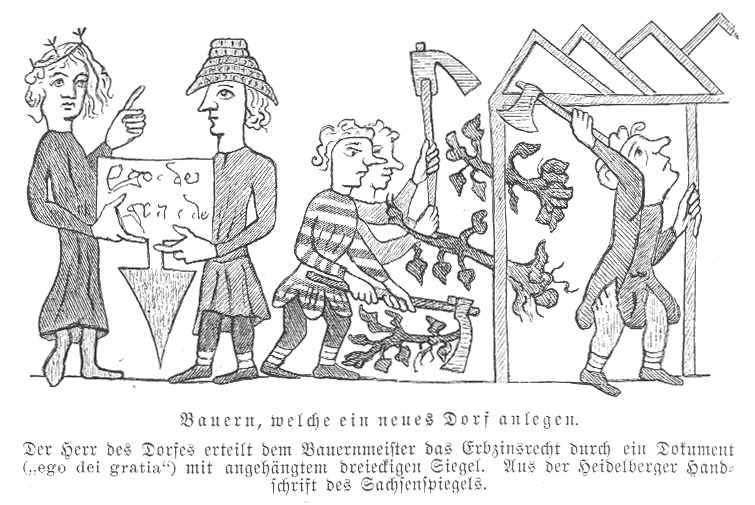
Dorfgründung mit Lokator

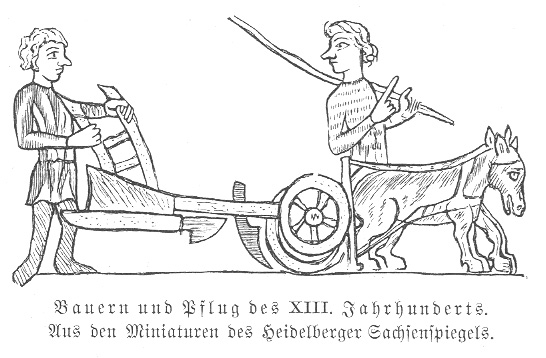
Bauern des 13. Jahrhunderts

Die juristische Grundlage für die planmäßige Besiedlung des eroberten Prußenlandes war für die meisten Ortschaften das nach der ersten vom Orden gegründeten Stadt benannte Kulmische Recht (Kulmer Handfeste), eine Modifikation des Magdeburger Stadtrechts, welches den Bürgern Selbstverwaltung und eigene Gerichtsbarkeit sicherte (analog dazu in Livland das Rigaer Recht = Lübecker Stadtrecht). Das Land wurde dem Siedler zwar zu erblichem Besitz verliehen, der Orden behielt sich jedoch das letztliche Eigentumsrecht über Grund und Boden vor. An die Verleihung waren bestimmte dem Orden zu erbringende Reallasten gebunden, wie beispielsweise ertragsabhängige Naturalabgaben, Geldleistungen oder Kriegsdienst.
Die Gründung neuer Siedlungen war straff durchorganisiert. Sie erfolgte jeweils durch eine bestimmte Gruppe von Bauern, angeführt von einem Bauernmeister, dem sogenannten Lokator. Dieser war der eigentliche Vertragspartner des Ordens und mit ihm wurden die Größe, Leistungen und Regalien (Rechte zum Betreiben einer Mühle, Brauerei, Schänke etc.) des neuen Dorfes und dessen Bewohnern ausgehandelt. Zumeist hatten die Neusiedler noch das Recht, in den meist reichlich vorhandenen umliegenden Gewässern unentgeltlich für den Eigenbedarf Fischfang zu treiben.
Die Gemarkung eines solchen Dorfes hatte im Schnitt eine Fläche von 40 bis 60 Hufen. Nachdem der Lokator seinen Anteil gewählt hatte, verteilte er die Fläche an die übrigen Siedler, deren Anteil bei 2–2,5 Hufen pro Familie lag. Zwischen 1280 und 1400 wurden so im Ordensgebiet rund 60 Ordensburgen, 90 Städte und 1500 Dörfer gegründet. Die Rodungs- und Meliorationsarbeiten dehnten sich über das gesamte preußische Land aus. Im Weichseldelta wurden aus einem riesigen Sumpfgebiet 150.000 ha Ackerland gewonnen. Es verwandelte sich in die Kornkammer Preußens und, nach den Exportzahlen, wohl auch West- und Mitteleuropas.
Ein ähnliches Projekt, nämlich die Urbarmachung des Memeldeltas, konnte nicht mehr verwirklicht werden.
Demgegenüber waren die altpreußischen Einwohner des Landes besonders seit dem zweiten großen Prußenaufstand von 1260 benachteiligt. Ihnen stand lediglich je rund eine Hufe zur Bewirtschaftung zur Verfügung und rechtlich galten sie als Unfreie. Erst im Verlauf des 14. Jahrhunderts besserte sich ihre Lage, bis sie schließlich den deutschen Kolonisten gänzlich gleichgestellt wurden.
Die riesigen Domänen der den einzelnen Ordensburgen angeschlossenen Wirtschaftshöfe fungierten als landwirtschaftliche Großbetriebe. Auf ihren insgesamt 110.000 ha Land wurden 13.000 Pferde, 10.000 Rinder, 19.000 Schweine und 61.000 Schafe gehalten. Großen Wert legte die Ordensleitung auf eine eigenständige Pferdezucht. Dabei wurden in den 61 Gestüten sowohl die zähen, kleinen einheimischen Swoyken als auch schwere Schlachtrösser für die Ordensritter gezüchtet. Im Normalfalle befanden sich die Wirtschaftshöfe in unmittelbarer Nähe zum Ordenshause. Bei den preußischen und livländischen Grenzburgen war es jedoch aus Sicherheitsgründen erforderlich, diese ins Hinterland zu verlegen. Der Wirtschaftshof der Festung Ragnit lag beispielsweise im 80 km entfernten Labiau.
Auf Grund der Naturgegebenheiten mangelte es für den Bau der gewaltigen Ordenshäuser an Natursteinen. Demzufolge entschied man sich schon früh für den Bau gigantischer Ziegeleien. Das Fassungsvermögen derer von Mösland und Bütow betrug 75.000 bzw. 40.000 Ziegel. Parallel zum Baugewerbe entwickelte sich das der Schlosser und Tischler.
Im Gefolge der verlorenen Kriege des 15. Jahrhunderts, durch Brandschatzungen, Reparationsleistungen und daraus resultierend der Einführung direkter Steuern fiel die blühende Wirtschaft des Ordensgebietes allmählich wieder auf den europäischen Durchschnitt zurück.

### Verkehrswesen
Voraussetzung für den Aufschwung von Wirtschaft und Handel ist eine funktionierende Verkehrsinfrastruktur. Die natürlichen Gegebenheiten Preußens mit seinen umfangreichen Gewässern und Sumpfgebieten ließen den Bau fester Straßen meistens nicht zu. Infolgedessen dienten in erster Linie die Flüsse dem Warentransport.
Zur Erleichterung des Weges über Land wurden jedoch zahlreiche Brücken gebaut, an den großen Strömen jedoch vorzugsweise Fährstationen. Die gewaltigsten Brücken ließ der Orden bei Dirschau über die Weichsel und bei Marienburg über die Nogat errichten. Damit war eine feste durchgehende Landverbindung zwischen dem Reich und dem östlichen Ordensgebiet über dessen natürliches Haupthindernis, die untere Weichsel und deren Delta, sichergestellt.
Eines der größten Bauvorhaben des Ordens begann 1395 mit der Schaffung eines schiffbaren Kanals zwischen Königsberg am Frischen und Labiau am Kurischen Haff, den sogenannten Deimegraben. Damit war ab ungefähr 1400 die Möglichkeit gegeben, zu Schiff von Danzig durchs Frische Haff über Königsberg, den Deimegraben, das Kurische Haff, die Memel aufwärts bis nach Kaunas/Kowno zu gelangen, ohne sich den Fährnissen der Ostsee aussetzen zu müssen.

### Handel und Geldwesen

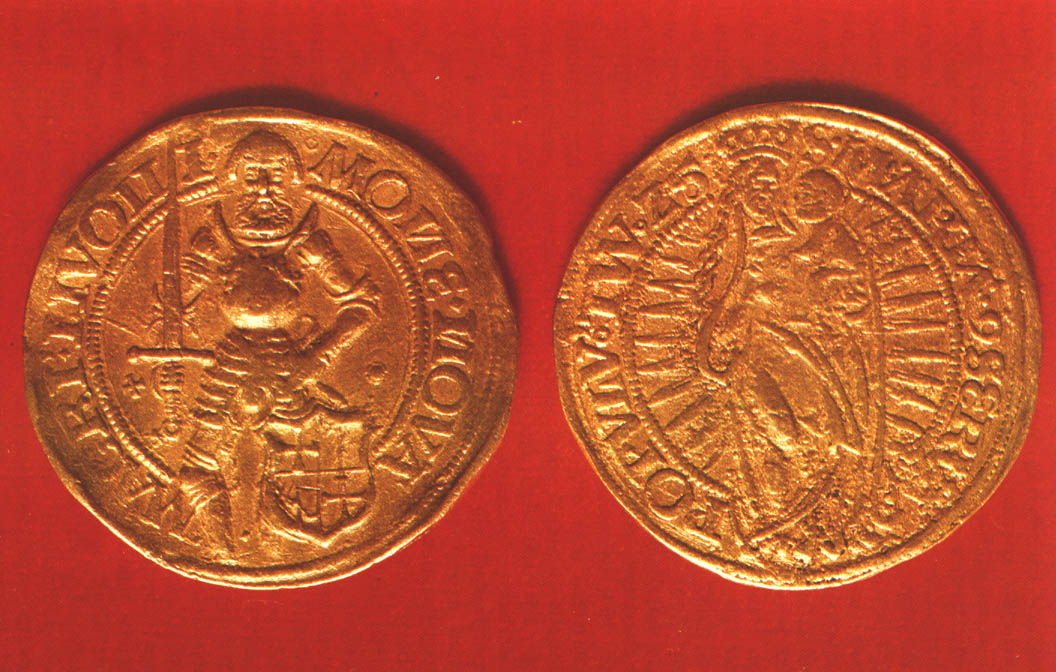
10-Dukaten-Münze Wolter von Plettenbergs

Zentren des Handels waren vor allem die durch den Orden nach kulmischem und lübischem Recht gegründeten Städte sowie das reiche und mächtige Danzig. Sie waren fast alle Mitglieder der Hanse, was einen zusätzlichen positiven Schub für ihre Prosperität schuf, wie überhaupt das wirkungsvolle Zusammenspiel von Ordensstaat und Hanse die Grundlage für die deutsche Nord- und Ostseeherrschaft des 13. bis 15. Jahrhunderts bildete.
Die für Handelsbeziehungen verantwortlichen Ordensleute waren die Schäffer in den einzelnen Kommenden und die beiden Großschäffer in Marienburg und Königsberg. Sie arbeiteten mit vertraglich an den Orden gebundenen sogenannten Liegern, Dienern und Wirten zusammen. Hauptexportartikel des Ordensstaates waren Getreide, Holz und dessen Produkte. Importiert werden vor allem Salz, Gewürze und Wein. Aber auch Textilien mussten eingeführt werden, so weißes flandrisches Tuch für die Ordensbrüder und blaues englisches für die Postboten. Durch die gute Verkehrsanbindung fungierte Preußen aber auch als Drehscheibe für den lukrativen Zwischenhandel von West- nach Osteuropa und umgekehrt. So lieferte der Westen hauptsächlich Salz, Tuch, Wein und Gewürze ins Ordensland, welche die preußischen Kaufleute gewinnbringend nach Osten weiter vermittelten. Umgekehrt kamen aus Osteuropa vor allem Honig, Wachs, Pelze und Safran. Aus der Levante kamen Seide, Gold und Kupfer.
Eine Sonderrolle als Exportschlager hatte der Bernstein. Auf diesen hatte der Orden nämlich das Monopol. War der Handel mit dem begehrten Material auch schon lange vorher üblich, so kam er doch erst unter der Ordensherrschaft richtig in Schwung. Eigens dafür wurde sogar das Amt des Bernsteinvogtes mit Sitz in Lochstädt geschaffen. Bei ihm musste jedes gefundene Stück gegen entsprechendes Entgelt abgegeben werden. Auf Zuwiderhandlungen stand offiziell sogar die Todesstrafe.
Währung
Durch die Goldbulle von Rimini mit dem Münzregal versehen, gab der Orden seit 1238 eigenes Geld zunächst nur in Form silberner Hohlpfennige (Brakteaten) heraus. Daneben galten Kölner Pfennige, Böhmische Groschen und Ungarische Gulden.
Der im 14. Jahrhundert stark ansteigende Eigenhandel brachte jedoch die Notwendigkeit der Emission höherer Münzwerte mit sich. Dies führte in der zweiten Hälfte des 14. Jahrhunderts unter Winrich von Kniprode zu einer „Währungsreform“. Von nun an galt:
1 preußische Mark = 60 Schillinge = 720 Pfennige
Folgende Münzen wurden geprägt:
- 1 Halbschoter = 16 Pfennige (2 H. = 1 Skot, d. i. 1/24 Kulmische Mark)
- 1 Schilling = 12 Pfennige
- 1 Vierchen = 4 Pfennige
- 1 Pfennig
- Ende des 15. Jahrhunderts gesellte sich noch der Groschen dazu.

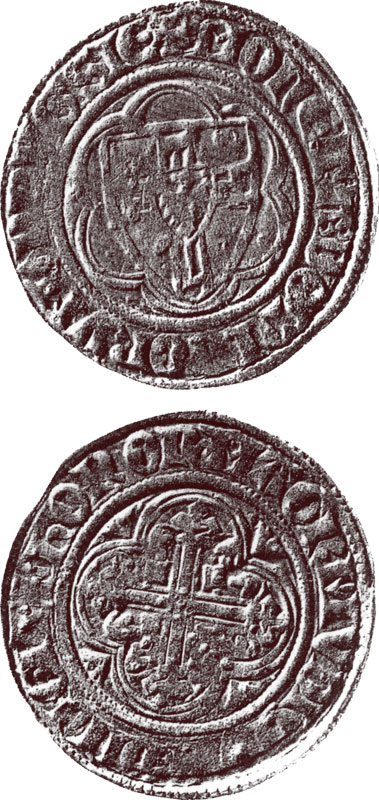
Preußischer Halbschoter
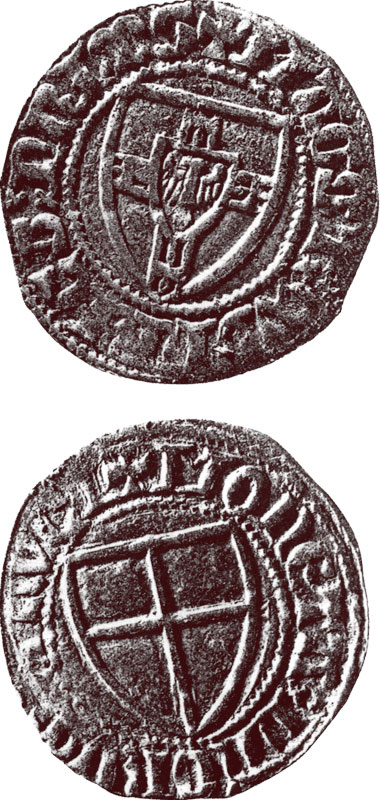
Preußischer Schilling
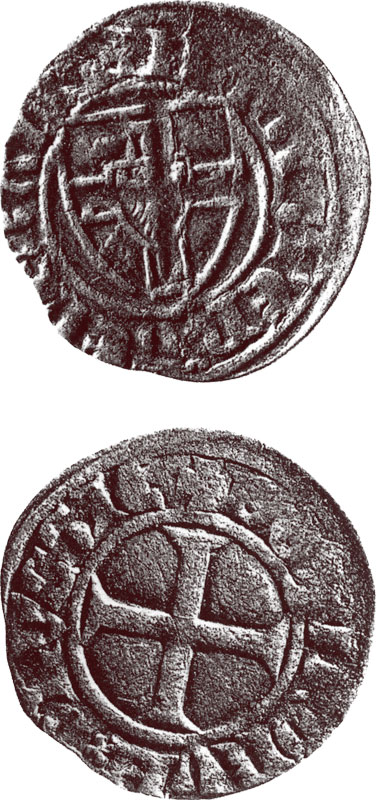
Preußisches Vierchen
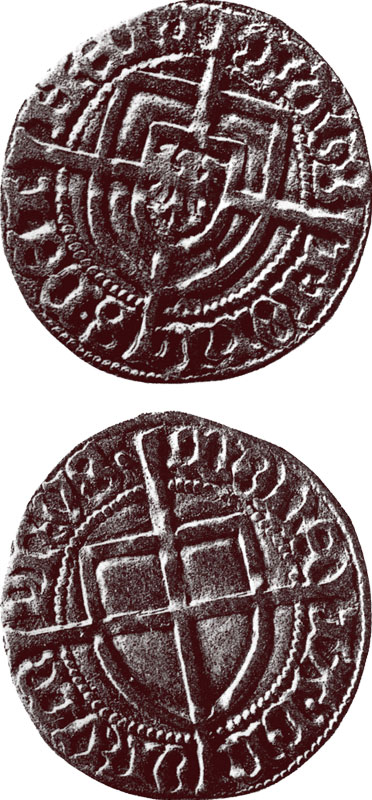
Preußischer Groschen

Energisch trat der Orden auf seinem Territorium dem Zinswucher entgegen. Der allgemein übliche Zinssatz für Darlehen konnte von durchschnittlich >12 % auf 8,3 % gedrückt werden. Dies führte dazu, dass das Ordensgebiet für Bankiers und Geldwechsler kein so anziehendes Territorium wie etwa das benachbarte Polen war.

### Postwesen

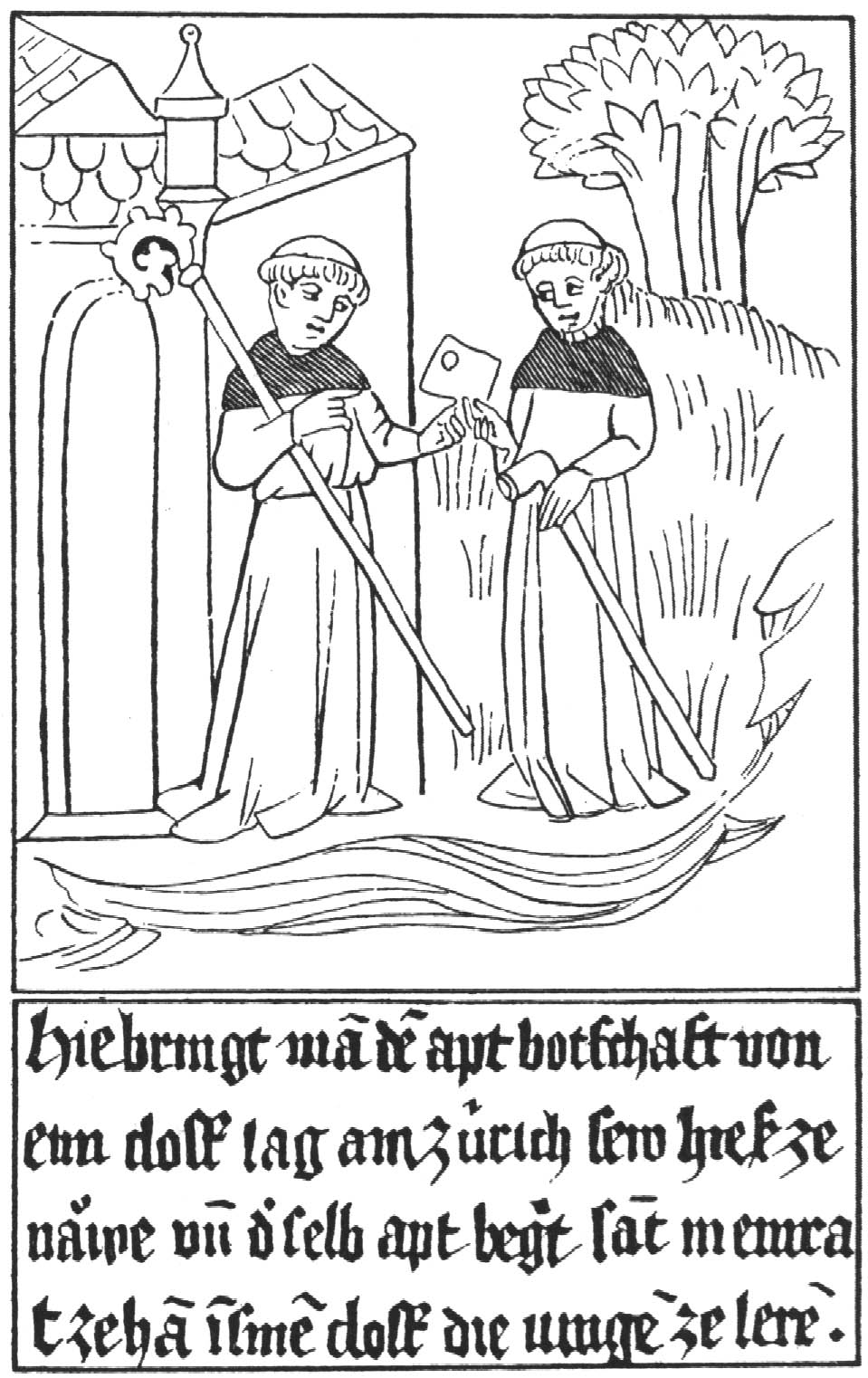
Klosterbote aus der „Legende des St. Meinrad“ 1466

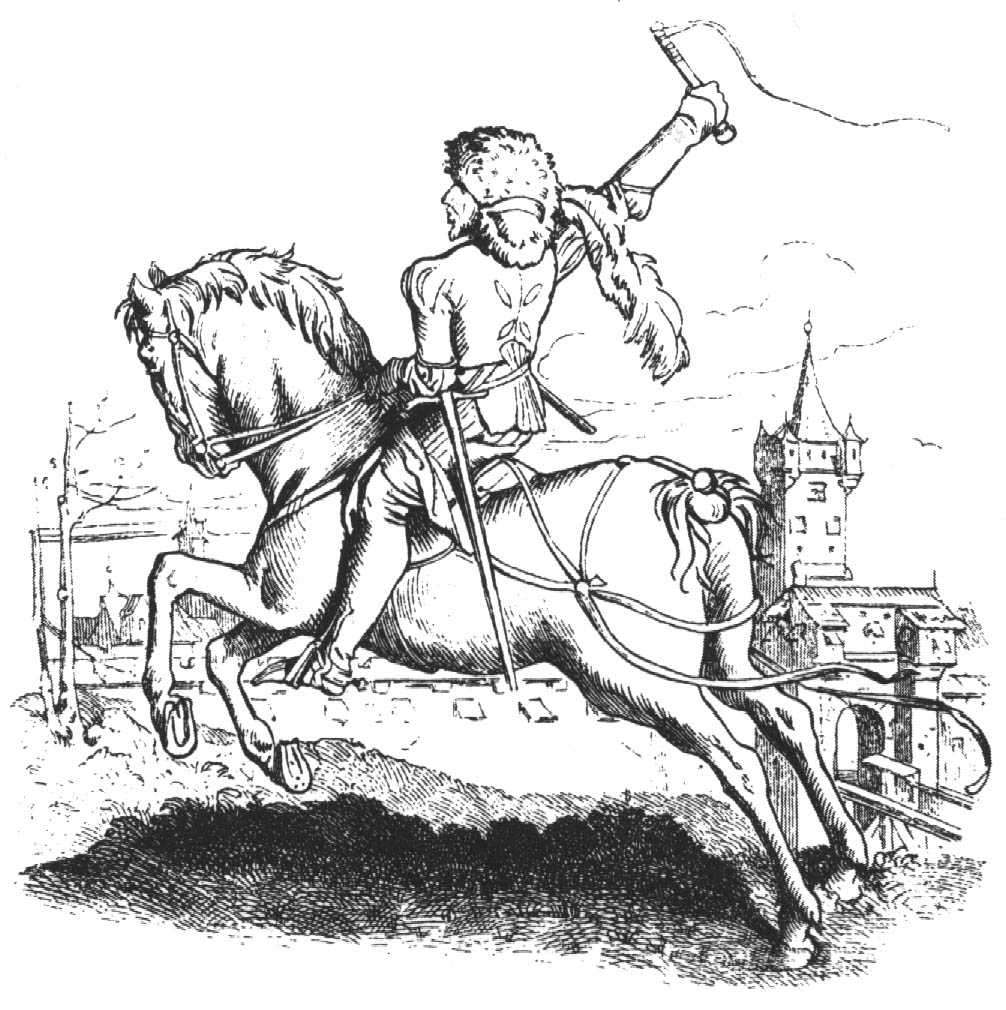
Reitender Bote nach A. Dürer

Die Ordensritter waren anfangs gleich den übrigen geistlichen und weltlichen Orden zur Aufrechterhaltung der Verbindung mit ihren Zweigniederlassungen, mit den Bistümern und dem heiligen Stuhl in Rom auf die wandernden Mönche und Klosterboten angewiesen, wenn nicht in besonders dringenden Fällen die Ritter selbst oder deren Knechte die Botschaft überbrachten.
Die rasche Ausdehnung des Ordensgebietes sowie die Notwendigkeit eines schnellen und sicheren Verkehrs zwischen dem Haupthause und den Komtureien sowie den dem Orden angehörenden Städten und Ortschaften führten dazu, dass die umsichtige Ordensleitung eigene Posteinrichtungen schuf.
Die ersten Nachrichten darüber stammen aus dem Jahr 1380. Im Haupthaus Marienburg leitete einer der Großgebietiger, in den übrigen Häusern ein dazu bestimmter Ordensbeamter den Postverkehr. Der Raum für die Abwicklung dieser Geschäfte hieß „Briefstall“. („Stall“ hatte im Mittelalter eine allgemeinere Bedeutung im Sinne von „Raum“.) Hier fertigte der Ordenspostmeister die Postboten, „Briefjungen“ genannt, ab. Diese trugen eine blaue Uniform und waren Angehörige der ersten Klasse der berittenen Ordensdiener.
Ihnen wurde die Post, nachdem sie vom Ordenspostmeister nach Nummer, Adresse und Zeit der Abgabe in ein Buch eingetragen worden war, in einem leinenen „Briefsack“ übergeben. Der Briefjunge brachte den Briefsack bis zum nächsten Ordenshaus mit Briefstall und übergab sie dem nächsten Briefjungen, der sie auf einem frischen Pferd weiterbeförderte. In jedem unterwegs berührten Briefstall wurden die Briefe von neuem eingetragen und zugleich auf einem dem Briefjungen übergebenen Zettel vermerkt. Die für den Postdienst bestimmten Pferde hießen „Briefswoyken“ (Swoyke=Pferd), im Unterschied zu den übrigen Reit- oder Arbeitspferden.
Neben dieser postmäßigen Beförderung bestand noch der Beförderungsdienst der „Wythinge“ für besonders wichtige und eilige Sachen. Die Wythinge waren freie Grundbesitzer dänischer Abstammung, die sich gleich beim ersten Auftreten des Ordens im Nordosten Deutschlands demselben angeschlossen hatten und wegen ihrer Treue und Zuverlässigkeit vom Orden reichlich mit Lehen bedacht worden waren. Diese Eigenschaften sowie der Umstand, dass ihre Wohnsitze in ziemlich regelmäßigen Abständen über das ganze Land verteilt waren, machten sie zur Unterhaltung von Verbindungen für eilige Fälle besonders geeignet. Sie mussten „dem Willen der Hochmeister mit ihren Pferden wartend sein“, hatten also die Verpflichtung sofort für Weiterbeförderung der ihnen außerhalb des gewöhnlichen Postdienstes anvertrauten Briefe zu sorgen.
Die wohleingerichtete Postanstalt des Deutschen Ordens erstreckte sich in der Hauptsache nur auf sein Staatsgebiet. Die Beförderung von Nachrichten nach dem Auslande war mit denselben Schwierigkeiten und Unkosten verknüpft wie der Korrespondenzverkehr der damaligen Zeit im Allgemeinen. So kostete beispielsweise die Überbringung eines Briefes durch einen besonderen Boten von Marienburg nach Rom 10 Mark Silber, also 2,33 kg.
Wie lange die Post des Deutschen Ordens bestanden hat, lässt sich nicht mit Sicherheit nachweisen. Wahrscheinlich hat aber jeder geregelte Postverkehr entweder sofort mit der Aufhebung des Ordens in Preußen im Jahre 1525 oder sehr bald nachher aufgehört, denn es finden sich nach diesem Zeitpunkt nirgends mehr Anzeichen, dass die Rechtsnachfolger des Ordens auch nur Bruchstücke jener mit der gesamten Organisation des Ordens so eng verbundenen Anstalt zu erhalten vermocht hätten.

### Städte
Die Städte des Ordenslandes, zumeist von Deutschen besiedelt, besaßen eine weitgehende Selbstverwaltung. Diese basierte auf der Kulmer Handfeste und beschränkte den Orden quasi auf die Oberhoheit. Er selbst beschränkte sich für gewöhnlich auf die personelle Besetzung der Stadtkirche. Nach dem Vorbild der Städte des Ordenslandes organisierten sich auch die in den Bistumsgebieten gelegenen Städte. Braunsberg, Elbing, Danzig, Thorn und Kulm waren die wichtigsten Städte des Landes und gehörten der Hanse an. Sie waren auch die größten Städte, obwohl Danzig erst ab 1500 über 10.000 Einwohner zählte und somit nach damaligen Begriffen die einzige Großstadt dieses Gebietes war. Die übrigen 99 Städte Preußens waren vor allem Klein- und Mittelstädte, erstere zählten damals bis 2.000 Einwohner, letztere bis 10.000 Einwohner.
Manche dieser Städte erhielten ihr Stadtrecht schon zu einem Zeitpunkt, da sie überwiegend Baustelle waren. So erwähnt die Gründungsurkunde der Stadt Preußisch Holland, heute Pasłęk, eine große Zahl leerer Grundstücke sowie Liegenschaften, die zu einer vorhergehenden dörflichen Bebauung gehörten.
Einige Städte wurden, wie auch in Deutschland damals nicht selten, neben einer vorhandenen Stadt gegründet. Die meisten Städte waren zunächst sehr klein. So erhielt Königsberg, das zwischen Burg und Pregel lag, sein Stadtrecht, umfasste jedoch nur 500 × 200 Meter. Bereits 1300 erhielt das Städtchen Löbenicht sein Stadtrecht, welches lediglich auf der östlichen Burgfreiheit Königsbergs gelegen war und 6 ha (300 × 200 Meter) umfasste. Auch die südlich von Königsberg auf der Pregelinsel gelegene Siedlung Kneiphof wurde zur Stadt erhoben, 8,4 ha (280 × 300 Meter) umfassend. Die hier angegebenen Maße sind kein Zufall, denn diese Städte wurden geplant und hatten alle einen mehr oder weniger rechteckigen Grundriss. Nicht uninteressant ist auch, dass es im Deutschordensland Städte ohne Stadtmauern gab, so wie das 215 mal 430 Meter große Neustadt. Es wuchs jedoch auch niemals über 2.000 Einwohner hinaus.
Der Orden wachte genau über das Anwachsen seiner Städte und die Stadterhebung von „Vorstädten“ hatte einen wirtschaftlichen Hintergrund. Während die Altstädte kaum etwas an Abgaben zahlten, wurden die „Jungstädte“ kräftig zur Kasse gebeten. So zahlte die Stadt Elbing im Jahr lediglich 3 Mark, 1 Pfund Wachs und 3 Pfennig – einen Rekognitionszins, die von ihr abgetrennte Neustadt jedoch 151 Mark. Auch mussten die Neustädte für Bauten und Anlagen Konzessionsurkunden erwerben, wie Abgaben für die Errichtung von Geschäften und Buden entrichten.

### Fürsorgewesen
Basierend auf seinen Regeln und seiner Struktur, gepaart mit seinen Erfolgen bei der Kolonisation und der darauf folgenden wirtschaftlichen Erschließung des baltischen Raumes, war der Orden in der Lage, ein für das gesamte Mittelalter beispielloses System der sozialen Fürsorge zu schaffen.

#### Krankenpflege
Durch sein Hervorgehen aus einer Hospitalgemeinschaft steht im Regelwerk des Ordens der Dienst am Kranken an erster Stelle, noch vor dem Glaubenskampf. Der hauptamtlich dafür Zuständige war der Oberste Spittler mit Sitz in Elbing (seit 1312, bis 1291 in Akkon), wo sich auch das Hauptspital des Ordens befand. Als einziger Großgebietiger war er über seine jährlichen Ausgaben dem Großkapitel nur bedingt Rechenschaft schuldig, um die Fürsorge nicht durch bürokratische Hemmnisse zusätzlich zu erschweren. Im Laufe des 14. Jahrhunderts entstand so im Ordensgebiet ein System von über achtzig sogenannten Firmarien, also Krankenhäusern, Lazaretten und Altersheimen, in denen jeder kranke und altersschwache Bürger kostenlose Aufnahme fand – ein für Europa einmaliger Fall einer staatlichen Krankenversicherung. An der Spitze einer jeden dieser Einrichtungen stand ein Spittler oder Firmarienmeister. Entgegen den sonstigen strengen Gepflogenheiten war er dem obersten Spittler zu Elbing nicht monatlich, sondern nur jährlich rechenschaftspflichtig. Vielfach unterstützt wurden diese sozialen Bemühungen vor allem im Gebiete des Deutschmeisters durch aufopfernde Hingabebereitschaft einzelner wohlhabender Mitbürger, die teilweise unter Aufgabe ihres gesamten Vermögens den Orden bei der Einrichtung von Spitälern unterstützten.
Die Heilkunst des Ordens basierte weitgehend auf der traditionellen Klostermedizin. Ergänzt wurde diese durch den konsequenten Einsatz aller Arten von Bädern (Dampfbäder, Rieselbäder u. ä.)
Ergänzend dazu traf die Ordensleitung scharfe Maßnahmen gegen Verschwendung, Trunksucht und das grassierende Unwesen des Bettelns und Landstreichens.

#### Bildung
Obwohl in erster Linie auf administrative sowie militärische Gesichtspunkte nebst dem Spitalwesen orientiert, fand die Ordensleitung auch Zeit, die Bildung der Untertanen zu verbessern. So entstanden im Ordensstaat zahlreiche Dom- und Volksschulen. Tausende von Preußen wurden an auswärtige Hochschulen entsandt, an denen wiederum zahlreiche Gelehrte aus dem Ordensland als Professoren wirkten. Die Einrichtung einer eigenen Universität in Kulm scheiterte jedoch.

#### Abgabenpolitik und Subventionen
Auf Grund des wirtschaftlichen Erfolges war es dem Orden bis zum Jahre 1411 möglich, von den Bürgern keinerlei allgemeine und direkte Steuern zu erheben. Stattdessen gab es ein System ertragsabhängiger Abgaben und staatlicher Beihilfen.

## Architektur

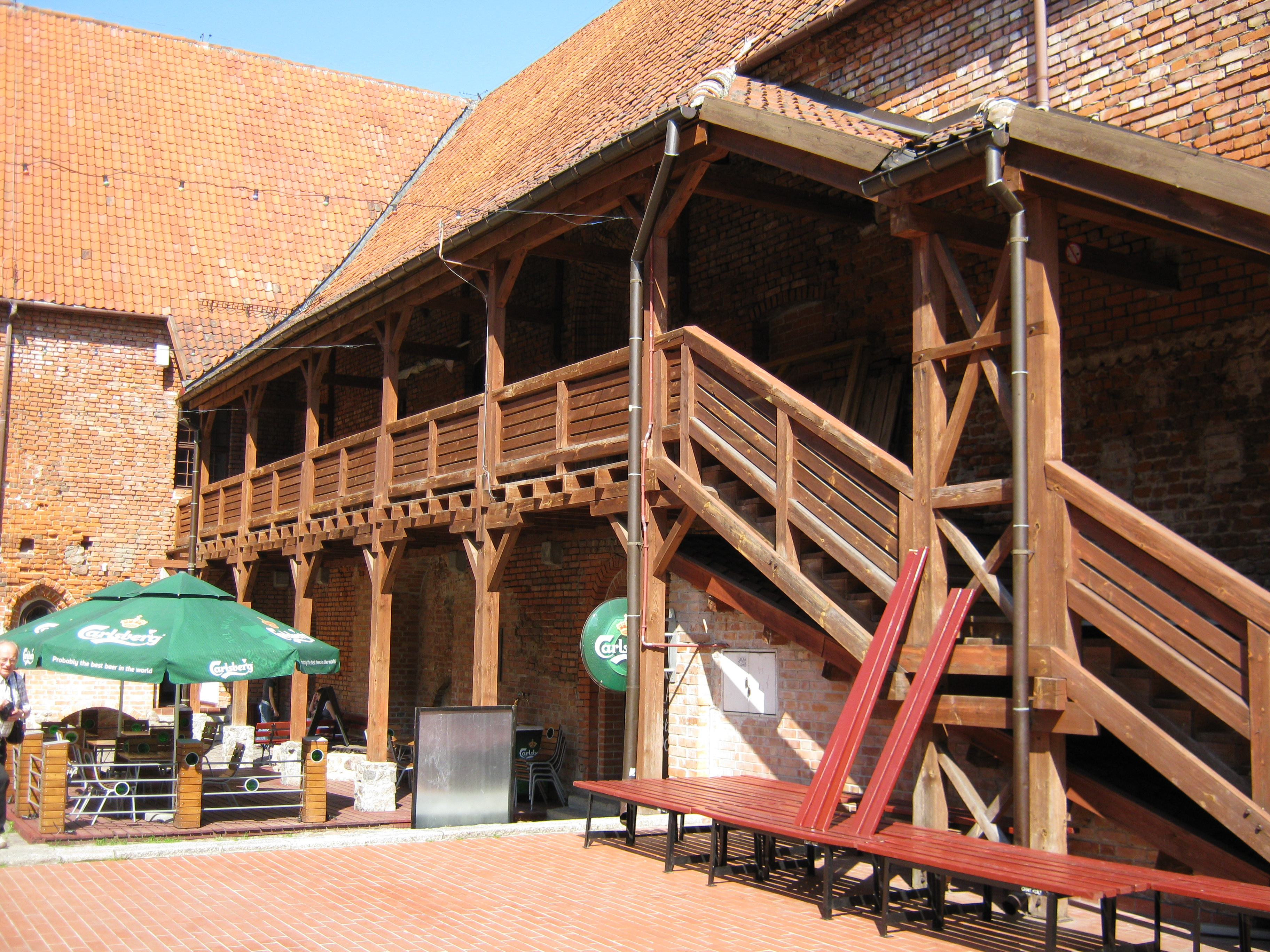
Rekonstruierter Teil des Kreuzgangs Osterode

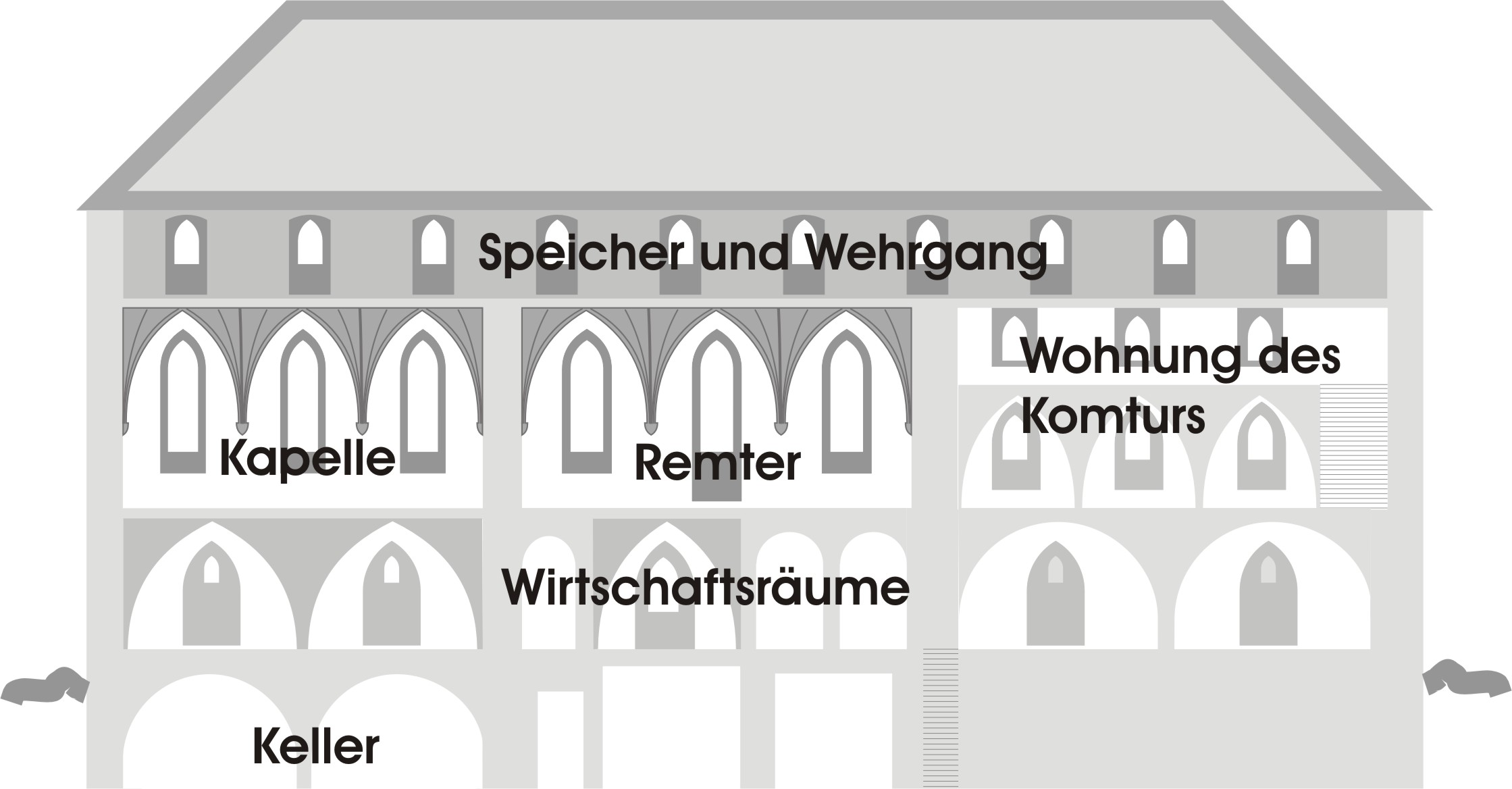
Querschnitt einer Ordensburg (Schema)

Die Deutschordensarchitektur ist ein eigener Zweig der Backsteingotik. Ihr Verbreitungsgebiet ist ausschließlich auf das Staatsgebiet des Deutschen Ordens in Preußen und Livland beschränkt.
Die vom 13. bis 15. Jahrhundert errichteten Ordensburgen (im Sprachgebrauch des Ordens stets „Häuser“ genannt) ragen in erheblichem Maße aus dem Rahmen der in dieser Zeit im deutschen Kulturraum ebenfalls entstandenen Ritterburgen heraus; denn sie sind nicht, wie sonst gewöhnlich, die festen Einzelwohnsitze eines adligen Inhabers mit seiner Familie und den zum Haushalt und zur Besatzung gehörigen Untergebenen, sondern befestigte Ritterkasernen (Konventsburgen), deren Innenräume zugleich durch den geistlichen Charakter der Ordensleute nach Einteilung und Zweck mit denen eines Klosters große Ähnlichkeit haben. Demzufolge fehlen in ihnen (mit Ausnahme des Bergfrieds) meistens die „klassischen“ Elemente einer mittelalterlichen Burg wie Palas und Kemenate.
So gehörten zu diesen Räumen notwendig die Wohnung des befehlshabenden Komturs, die Schlafsäle der Ritter (Dormitorium), die Infirmerie (Krankenstation), die Kapelle, der Remter (Refektorium) und der Kapitelsaal, die letzteren drei in der Regel besonders stattlich und mit kunstreichen Gewölben überdeckt. Zugleich verfügte eine Ordensburg über alle Einrichtungen, die den Zwecken der Landesverteidigung und der Verwaltung des zur Komturei gehörigen Gebietes dienten.

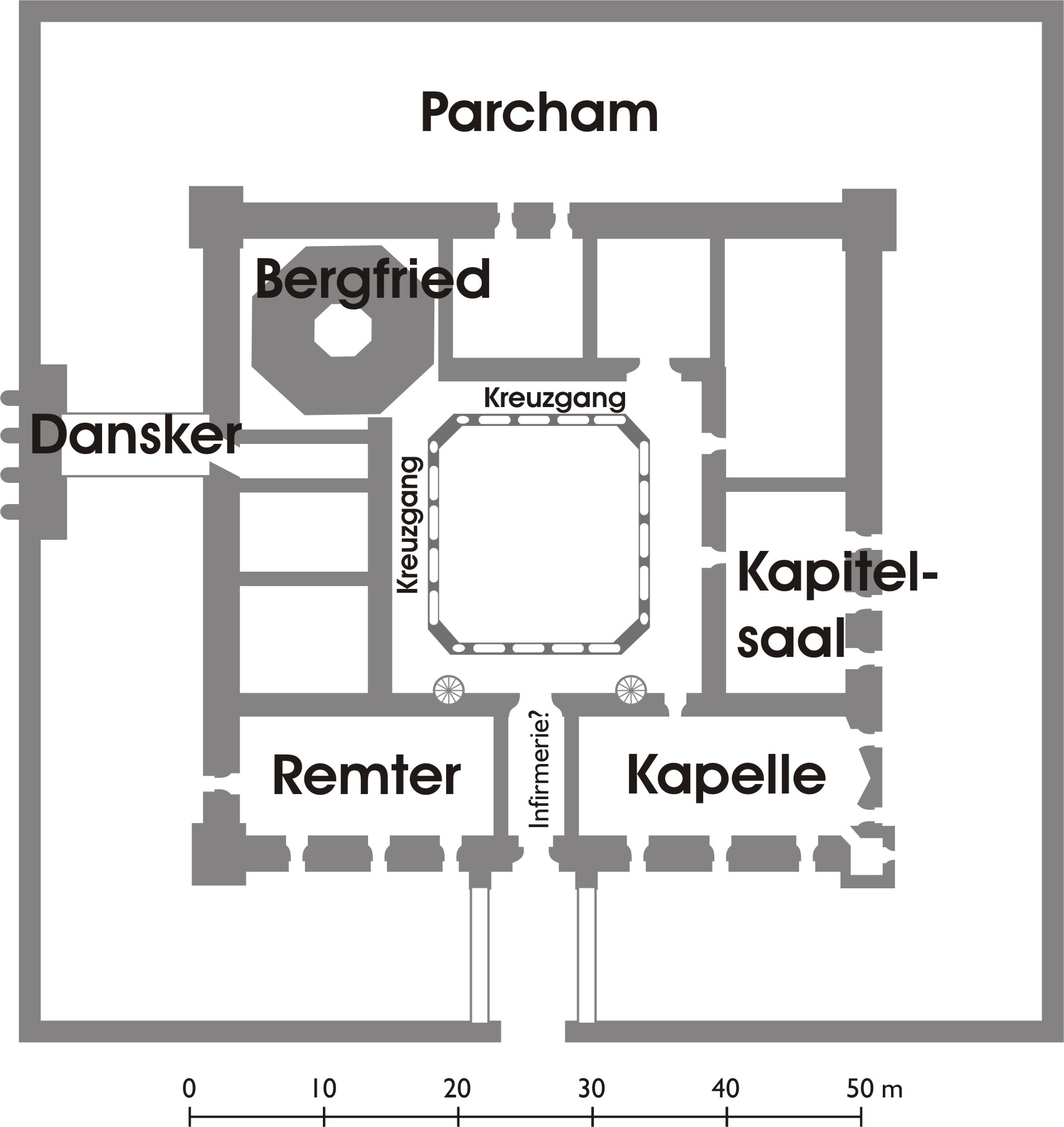
Typischer Konventsburg-Grundriss (Rehden)

Bei den meisten Bauten handelt es sich um regelmäßige drei- bzw. vierflügelige Kastellburgen auf quadratischem Grundriss. Sie bilden nach außen einen geschlossenen Gebäudeblock. Erd- und Kellergeschoss dienten Wirtschaftsfunktionen. In der ersten Etage befinden sich die oben genannten Haupträume. Die zweite Etage, meist als umlaufender Wehrgang eingerichtet, diente der Verteidigung und gleichzeitig als Speichereinrichtung. Der im Innenhof angebaute, oft aus Holz errichtete doppelgeschossige Kreuzgang verband die einzelnen Einrichtungen der Burg untereinander.

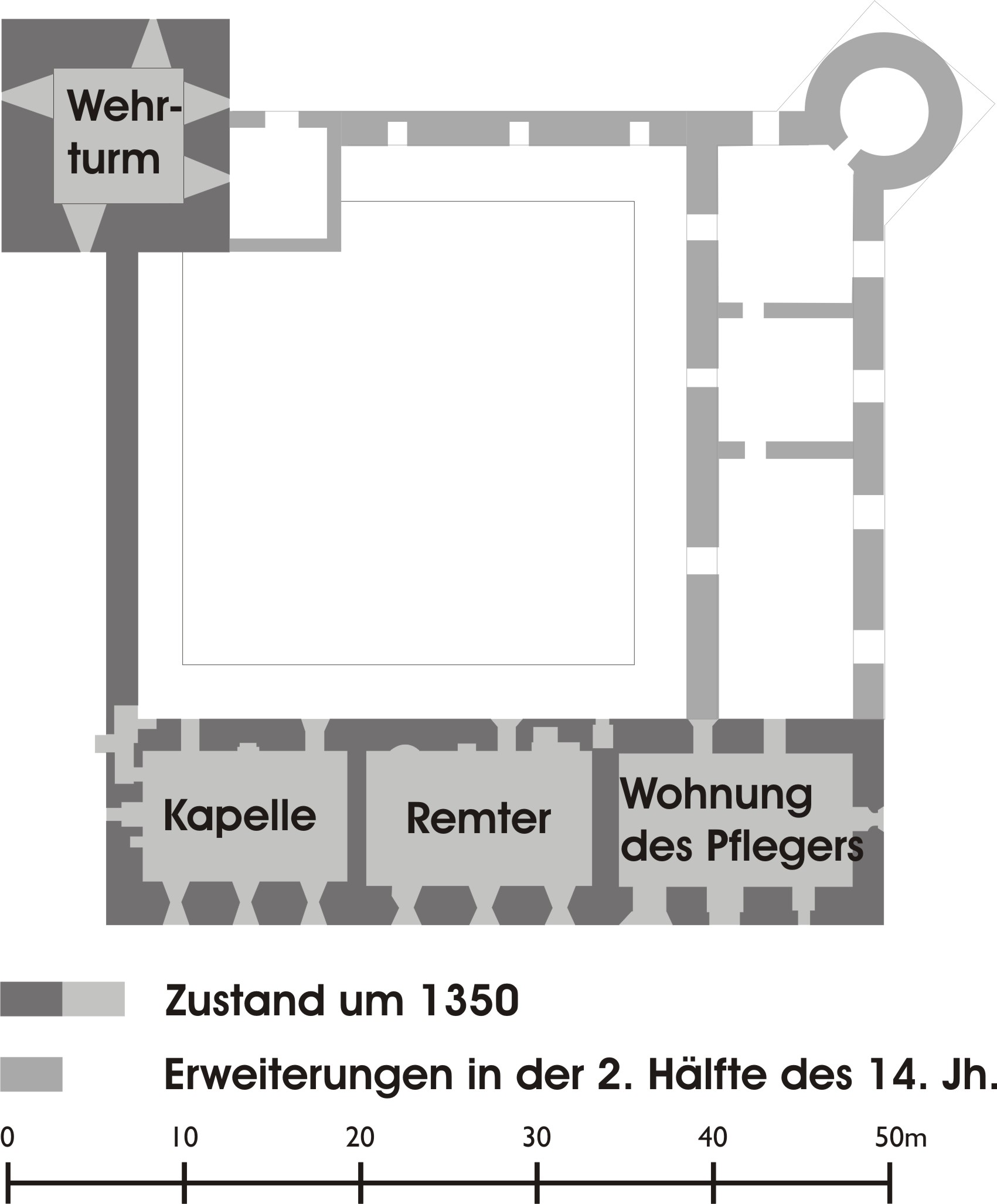
Typischer Amtsburg-Grundriss (Soldau)

Eine Untergruppe der Ordensburgen bilden die so genannten Amtsburgen. Sie hatten lediglich Verwaltungsfunktionen (z. B. als Sitz eines Vogtes oder Pflegers) oder wurden als so genannte Wildhäuser nur zu Verteidigungszwecken in den östlichen Landesteilen errichtet. Der Hauptunterschied zu den größeren Konventsburgen besteht darin, dass es sich hauptsächlich um ein- bis zweiflügelige Bauwerke handelt. Raumaufteilung und -funktionen waren ansonsten mit den Konventsburgen identisch (außer dem Fehlen des Kapitelsaals).

### Frühzeit (bis etwa 1270)
In den ersten Jahrzehnten beschränkte sich die Bautätigkeit des Ordens hauptsächlich auf die Errichtung hölzerner Befestigungswerke, die oftmals nur die Fortsetzung schon vorhandener prußischer Burgen waren. In ihrem Grundriss waren sie meist den Naturgegebenheiten angepasst. Einige wenige Ordensburgen (Balga, Graudenz) folgten diesem Prinzip auch nachdem die Holzbauten durch solche aus Feld- und Backstein abgelöst wurden.

### Hauptphase (bis etwa 1340)
Nach der endgültigen Festigung der Ordensherrschaft erfolgte ab den siebziger Jahren des 13. Jahrhunderts auf Beschluss der Ordensleitung der Aus- und Neubau von Burgen vorzugsweise aus Backstein. In diesem Jahrzehnt setzten sich offenbar auch die oben beschriebenen Prinzipien der Bauweise durch (Kastellburgen). Hauptmerkmale dieser Periode waren der reichhaltige Einsatz von Dekorationselementen (z. B. Mauermuster aus andersfarbigem Backstein), Auflockerung des Blockcharakters der Ordenshäuser durch elegante Ecktürmchen sowie die Errichtung mächtiger Bergfriede. Paradebeispiele für diese Epoche sind die Burgen Strasburg, Rehden, Gollub, Mewe und natürlich die Marienburg.

### Spätphase (bis 1410)
Die ab der zweiten Hälfte des 14. Jahrhunderts entstandenen Burgen verzichteten weitgehend auf Zierelemente, Bergfried und Türme beim Bau. Übrig blieb der nüchterne Blockcharakter der Grundform. Die Architekturhistoriker sprechen hier gern vom so genannten „Reduktionsstil“. Referenzbauten dieser Phase sind Osterode und Ragnit. Einzig bei den Amtsburgen erlaubten sich die Baumeister eine größere Vielfalt (Bäslack, Lötzen, Soldau).
Nach 1410 kam der Burgenbau des Ordens weitgehend zum Erliegen. Lediglich in Marienburg, Stuhm und Königsberg erfolgte ein weiterer Ausbau der vorhandenen Substanz.

### Bischofsburgen
Die hauptsächlich ab etwa 1330 auf den autonomen Territorien der Bischöfe errichteten Bischofs- und Kapitelsburgen folgten in ihrer Gestaltung weitgehend den Bauprinzipien der Ordenshäuser sowohl bei den Konvents- und Bischofsburgen (Marienwerder, Heilsberg) als auch bei den Amtsburgen (Allenstein, Rössel). Unterschiede gibt es organisationsbedingt zumeist bei der inneren Struktur der Gebäude sowie der Gestaltung der Kirchenbauten.
- siehe Liste der Bischofsburgen im Deutschordensstaat

### Zeitgenössische Chroniken
- Peter von Dusburg: Chronicon Terrae Prussiae (um 1326).
- Nikolaus von Jeroschin: Di Kronike von Pruzinlant (Übertragung des Chronicon Terrae Prussae ins Niederdeutsche mit Ergänzungen, um 1340).
- Hermann von Wartberge: Chronicon Livoniae (um 1378).
- Peter Suchenwirt: Von Herzog Albrechts Ritterschaft; um 1377, umbenannt 1395 nach dem Tod des Herzogs zu: Vom Zuge Herzog Albrechts -selig-
- Wigand von Marburg: Chronica nova Prutenica (in Fragmenten überliefert, um 1400).
- Johann von Posilge: Chronik des Landes Preußen um 1420.